# 햄버거
햄버거(영어: hamburger), 간단히 버거는 속 재료(보통 분쇄육, 일반적으로 쇠고기로 만든 패티)를 잘라낸 빵이나 롤빵 안에 넣어 만든다. 패티에는 종종 치즈, 양상추, 토마토, 양파, 피클, 베이컨, 고추 등이 함께 제공되며, 케첩, 머스터드, 마요네즈, 렐리시 또는 "특별 소스"(자주 사우전드 아일랜드 드레싱의 변형)와 같은 양념이 곁들여지고, 종종 참깨빵에 담겨 나온다. 치즈를 얹은 햄버거 패티를 치즈버거라고 한다. 일부 정의와 문화권에서는 햄버거를 샌드위치로 간주한다.
햄버거는 일반적으로 패스트푸드 레스토랑 및 다이너와 관련이 있지만, 고급 식당을 포함한 다른 레스토랑에서도 판매된다. 햄버거에는 여러 국제적 및 지역적 변형이 있다. 가장 큰 다국적 패스트푸드 체인 중 일부는 버거를 핵심 제품 중 하나로 삼고 있다: 맥도날드의 빅맥과 버거킹의 와퍼는 미국 문화의 세계적인 아이콘이 되었다.

## 어원과 용어
햄버거라는 용어는 원래 독일의 두 번째로 큰 도시인 함부르크에서 유래했지만, 음식과 도시 사이에 특별한 연관성은 없다.
언어적인 재구조화를 통해 "버거"라는 용어는 결국 햄버거와 유사하지만 아메리카 들소로 만든 버펄로 버거, 사슴고기, 캥거루 고기, 치킨 버거, 칠면조 고기, 엘크, 양고기, 연어 버거의 연어와 같은 다른 고기를 포함하는 다양한 유형의 샌드위치와 관련된 독립적인 단어가 되었다. 심지어 채식 버거와 같은 고기가 없는 샌드위치에도 사용된다.
버거라는 용어는 고기 패티 단독으로도 적용될 수 있다. 햄버거라는 용어는 일반적으로 쇠고기를 의미하므로, 명확성을 위해 버거 앞에 사용된 고기 또는 육류 대체재의 종류를 붙일 수 있다. 예를 들어 비프 버거, 칠면조 고기 버거, 버펄로 버거 또는 포토벨로 버섯 버거와 같이 사용할 수 있다. 영국, 아일랜드, 캐나다, 호주, 뉴질랜드를 포함한 대부분의 영어 사용 국가에서 빵에 들어있는 닭가슴살은 치킨 버거라고 한다. 미국인들은 이것을 고기가 갈리지 않았기 때문에 치킨 샌드위치라고 부르는 반면, 다른 국가에서는 빵이 들어있는 모든 것을 버거로 간주하고 샌드위치는 다른 종류의 빵(얇게 썬 빵, 바게트 등)을 사용한다.

## 역사

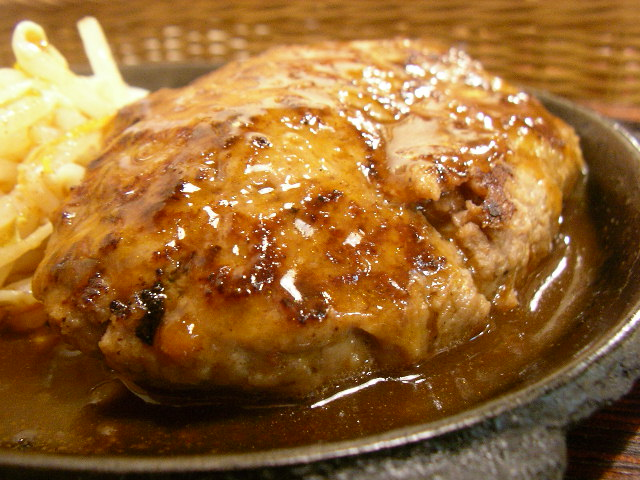
햄버그 스테이크는 17세기부터 독일에서 "프리카델레"로 알려져 있었다.

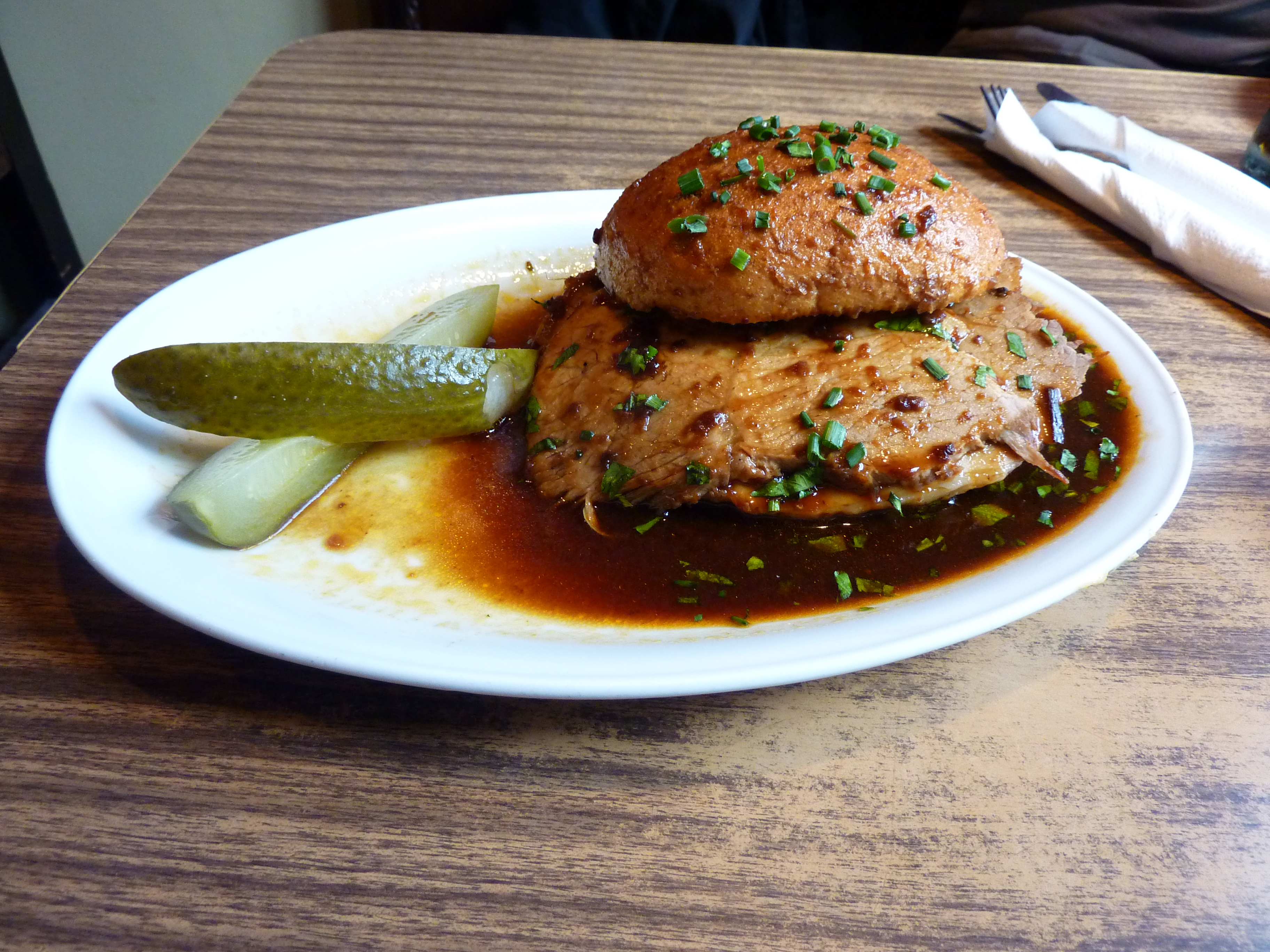
1869년 또는 그 이전부터 "함부르거 룬드슈투크"는 인기가 있었으며 현대 햄버거의 전신으로 여겨진다.

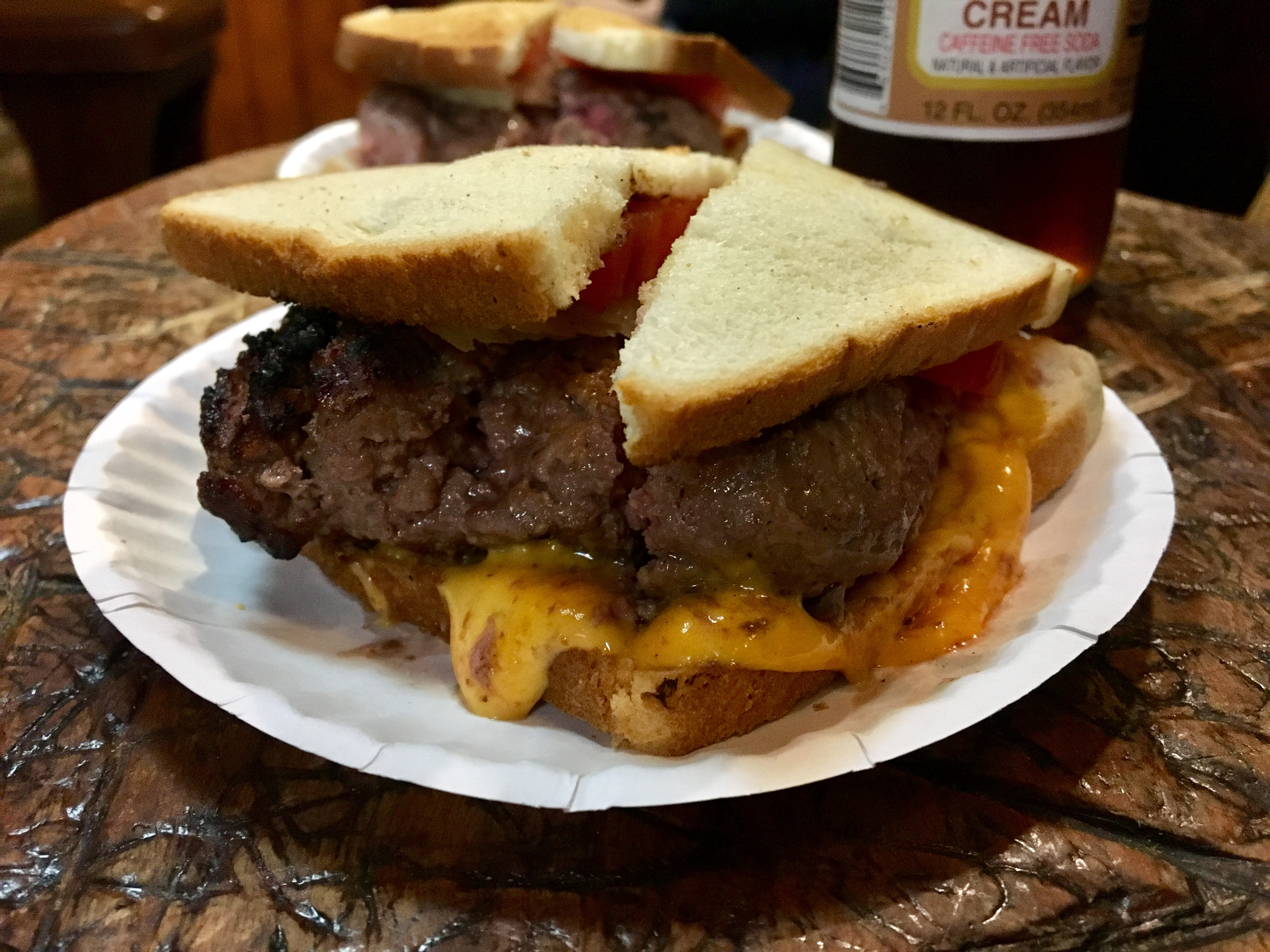
코네티컷주 뉴헤이븐 루이스 런치에서의 치즈버거 (양파, 토마토 포함)

이 음식의 다양한 버전은 한 세기 이상 제공되어 왔지만, 그 기원은 여전히 불분명하다. 한나 글래스의 1758년판 요리책 단순하고 쉬운 요리의 기술에는 "함부르크 소시지"라는 레시피가 포함되어 있으며, "구운 빵 밑에 얹어 구워야 한다"고 제안하고 있다. 유사한 간식은 1869년 또는 그 이전에 함부르크에서 "룬드슈투크 바름"("따뜻한 빵 롤")이라는 이름으로도 인기가 있었으며, 아메리카로 이민 가는 이민자들이 먹었던 것으로 추정된다. 그러나 이것은 프리카델레 대신 구운 쇠고기 스테이크를 포함했을 수 있다. 다른 주장으로는 1847년에 운항을 시작한 햄버그 아메리카 라인 선박을 타고 함부르크에서 뉴욕으로 여행하는 유대인 승객들이 먹었던 빵 두 조각 사이에 끼워진 햄버그 스테이크가 매우 유명해져서 선박 회사의 이름을 따서 음식 이름이 붙여졌다는 설도 있다. 이 이야기들 중 어떤 것이 실제로 햄버거 발명의 시점이며 그 이름의 유래를 설명하는지는 알려져 있지 않다.
1884년 보스턴 저널에 "햄버그 스테이크"에 대한 언급이 이미 있었다.[OED, "steak" 항목 하] 1896년 7월 5일, 시카고 데일리 트리뷴은 "샌드위치 카"에 대한 기사에서 "햄버거 샌드위치"에 대해 매우 구체적인 주장을 했다: "뛰어난 인기 메뉴, 단 5센트, 햄버거 스테이크 샌드위치는 작은 패티 형태로 준비되어 있으며 휘발유 레인지 위에서 '주문하는 대로 조리됩니다'."

### 발명 주장
햄버거의 기원은 불분명하지만, "햄버거 스테이크 샌드위치"는 적어도 1890년대부터 뉴욕에서 하와이에 이르는 미국 신문에 광고되었다. 햄버거의 발명은 일반적으로 찰리 나그린, 프랭크와 찰스 멘치스, 오스카 웨버 빌비, 플레처 데이비스 또는 루이스 라센을 포함한 여러 사람에게 귀속된다. 화이트 캐슬은 햄버거의 기원을 독일 함부르크의 오토 크라우제 발명으로 추적한다. 일부에서는 1758년 한나 글래스의 단순하고 쉬운 요리의 기술에 실린 구운 빵 위의 "함부르크 소시지" 레시피를 지적하기도 한다. 햄버거는 1904년 1904년 세인트루이스 세계 박람회에서 뉴욕 트리뷴이 햄버거를 "박람회 음식 판매원의 혁신"이라고 언급하면서 미국에서 전국적인 인정을 받았다. 발명에 대한 논쟁을 종식시킬 결정적인 주장은 없다. ABC 뉴스의 기사는 이렇게 요약한다: "한 가지 문제는 서면 기록이 거의 없다는 것이다. 또 다른 문제는 버거가 세계 박람회에서 대부분 확산되었으며, 작고 금방 사라지는 판매원들로부터 시작되었다는 것이다. 그리고 전국 각지에서 동시에 여러 사람이 이 아이디어를 떠올렸을 가능성도 충분히 있다."

#### 루이스 라센
워싱턴 포스트에 의해 반박되었지만, 코네티컷주 국회의원 로사 델라로가 기록한 인기 있는 통념은 1895년 뉴헤이븐에 루이스 런치를 개업한 덴마크 이민자 루이스 라센이 미국에서 처음으로 햄버거를 제공했다는 것이다. 코네티컷주 뉴헤이븐에 있는 작은 점심 왜건인 루이스 런치는 1900년에 미국에서 첫 햄버거와 스테이크 샌드위치를 판매했다고 한다. 뉴욕 매거진은 "이 음식은 수년 후 함부르크에서 온 시끄러운 선원들이 빵 위에 얹은 고기에 자신들의 이름을 붙일 때까지 실제 이름이 없었다"고 언급하며, 이 주장은 논란의 여지가 있다고 덧붙였다. 한 손님이 따뜻한 식사를 빨리 주문했고 루이스는 스테이크가 떨어졌다. 루이스는 갈은 소고기 찌꺼기를 가져와 패티를 만들어 구운 후 두 조각의 토스트 사이에 넣었다. 뉴욕 매거진의 음식 편집자 조시 오저스키와 같은 일부 비평가들은 이 샌드위치가 빵이 토스트되었기 때문에 햄버거가 아니라고 주장한다.

#### 찰리 나그린
가장 초기의 주장 중 하나는 1885년에 시모어 박람회 (현재는 아우타가미 카운티 박람회라고도 함)에서 두 조각의 빵 사이에 미트볼을 판매한 찰리 나그린에게서 비롯된다. 위스콘신주 시모어의 시모어 지역 역사 협회는 현재 "햄버거 찰리"로 알려진 나그린에게 발명 공로를 인정한다. 나그린은 1885년 시모어 박람회에서 고객들이 걸으면서 먹을 수 있도록 돼지고기 샌드위치를 판매했을 때 15세였다. 역사 협회는 나그린이 현지 독일 이민자들에게 익숙했던 햄버그 스테이크의 이름을 따서 햄버거 이름을 지었다고 설명한다.

#### 오토 크라우제
화이트 캐슬에 따르면, 오토 크라우제가 햄버거의 발명가이다. 1891년, 그는 버터에 익히고 달걀 프라이를 얹은 쇠고기 패티를 만들었다. 독일 선원들은 나중에 달걀 프라이를 빼냈다.

#### 오스카 웨버 빌비
오스카 웨버 빌비의 가족은 1891년 7월 4일에 오스카 할아버지 농장에서 첫 햄버거 번이 제공되었다고 주장한다. 번은 이스트 번이었다. 1995년, 프랭크 키팅 주지사는 1891년 오클라호마주 털사에서 빵 위에 진짜 햄버거가 처음 만들어지고 소비되었다고 선포하며 털사를 "햄버거의 진짜 발상지"라고 불렀다.

#### 프랭크와 찰스 멘치스

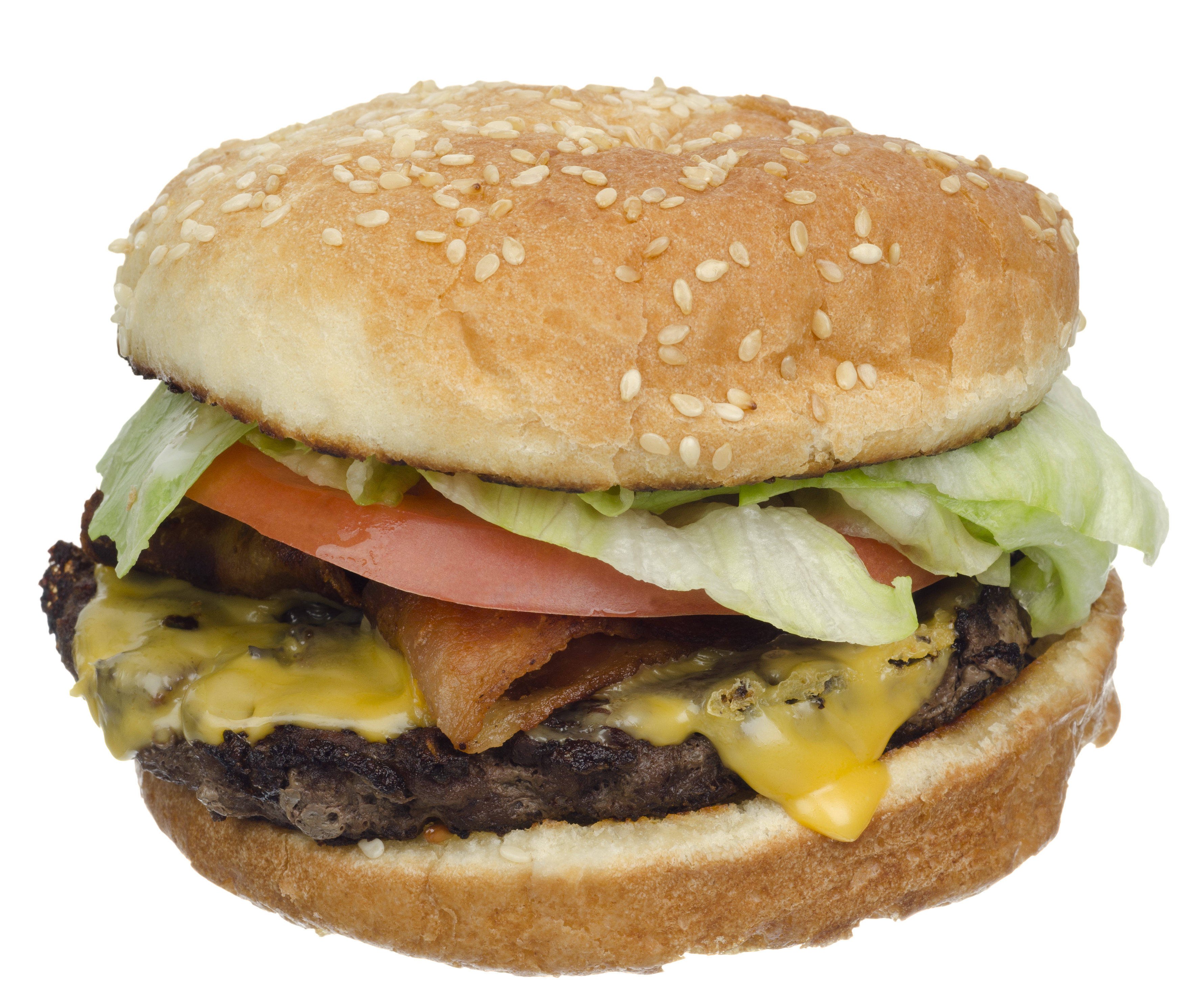
뉴욕시 다이너의 베이컨 치즈버거

프랭크와 찰스 멘치스는 1885년 햄버그의 이리 카운티 박람회에서 갈은 소고기 샌드위치를 판매했다고 주장한다. 박람회 기간 동안 소시지 빵이 떨어져 소고기로 대체했다. 형제는 소시지 재고를 모두 소진하자 정육점 주인 앤드류 클라인에게서 잘게 다진 소고기를 구입했다. 역사가 조셉 스트리머는 1874년에 슈타인 시장에서 고기를 팔았다고 기록했지만, 슈타인 시장은 그 시장을 1874년에 팔았다. 이야기에 따르면 햄버거 이름은 독일 함부르크가 아니라 뉴욕주 햄버그에서 유래했다. 뉴욕 타임스에 실린 프랭크 멘치스의 부고 기사는 이러한 사건이 1892년 오하이오주 애크런의 서밋 카운티 박람회에서 발생했다고 기술한다.

#### 플레처 데이비스
텍사스주 아테네의 플레처 데이비스는 햄버거를 발명했다고 주장했다. 구전에 따르면 1880년대에 그는 아테네에 점심 식당을 열고 튀긴 갈은 소고기 패티에 머스터드와 버뮤다 양파를 두 조각의 빵 사이에 넣고 피클을 곁들여 '버거'를 제공했다. 이야기는 1904년에 데이비스와 그의 아내 시디가 세인트루이스 세계 박람회에서 샌드위치 가게를 운영했다는 것이다. 역사가 프랭크 X. 톨버트는 아테네 주민 클린트 머치슨이 그의 할아버지가 1880년대 플레처 "올드 데이브" 데이비스와 함께 햄버거를 시작했다고 말했다고 언급했다. 1904년 "올드 데이브의 햄버거 스탠드" 사진이 주장의 증거로 톨버트에게 보내졌다.

#### 다른 햄버거 스테이크 주장
여러 비특정적 발명 주장은 샌드위치 형태에 대한 언급 없이 "햄버거 스테이크"라는 용어와 관련이 있다. 미국 메뉴에서 햄버거가 처음 인쇄된 기록은 1834년 뉴욕의 델모니코스 메뉴이다. 그러나 원래 메뉴의 인쇄업체는 1834년에 영업을 하지 않았다. 1889년, 워싱턴주 월라 월라 유니언의 메뉴에는 햄버거 스테이크가 메뉴 항목으로 제공되었다.
1871년부터 1884년 사이에 샌퍼낸도의 클리퍼 레스토랑(311/313 퍼시픽 스트리트) 아침 및 저녁 메뉴에 "함부르크 비프스테이크"가 있었다. 가격은 10센트로 양고기 스테이크, 튀김 돼지 족발, 스튜드 송아지고기와 같은 가격이었다. 그러나 저녁 메뉴에는 없었다. 오직 "돼지머리", "송아지 혀", "스튜드 신장"만 기재되어 있었다. 또 다른 주장은 햄버거를 뉴욕주 또는 오하이오주 서밋 카운티와 연결시킨다. 오하이오주 서밋 카운티는 존재하지만 뉴욕주 서밋 카운티는 존재하지 않는다.

### 초기 주요 판매 업체
- 1921년: 화이트 캐슬, 캔자스주 위치토. 업턴 싱클레어와 아서 칼렛의 책으로 인해 갈은 소고기의 청결성과 영양가가 폄하되면서 햄버거 고기는 화이트 캐슬 레스토랑 체인이 과학적 연구와 손님 앞에서 음식을 준비하고 깨끗한 건물에서 음식을 마케팅할 때까지 가족들에게 인기가 없었다. 또한 지역 신문에 고기를 신중하게 선택하는 방법과 테스트 주방 및 품질 관리 실험실로 "음식 실험 부서"를 개설했다고 보도했다.[36] 그들은 작은 65 mm (2 1⁄2 in) 정사각형 햄버거 샌드위치(슬라이더로 알려짐)를 마케팅하고 판매했으며 각 패티에 5개의 구멍을 만들어 고기가 골고루 익도록 돕고 버거를 뒤집을 필요를 없앴다. 1995년, 화이트 캐슬은 편의점과 자판기에서 냉동 햄버거를 판매하기 시작했다.[37]
- 1923년: 큐피 햄버거, 또는 큐피 호텔, 미시간주 플린트. 큐피는 두 번째 햄버거 체인이었고 제2차 세계 대전 이전에 400개 지점으로 정점을 찍었다. 이 중 상당수는 라이선스였지만 엄격히 프랜차이즈는 아니었다. 제2차 세계 대전 중 상당수가 폐쇄되었다. 1955년부터 1967년 사이에 또 다른 레스토랑 물결이 폐쇄되거나 이름을 변경했다. 1967년, 큐피 라이선서가 회사를 프랜차이즈 시스템으로 전환했다. 현재 5개의 지점만 존재한다.
- 1926년: 화이트 타워 햄버거
- 1927년: 리틀 태번
- 1932년: 크리스탈[38]
- 1936년: 빅 보이. 1937년, 밥 와이안은 캘리포니아 글렌데일의 그의 매장에서 더블 데크 햄버거를 만들었다. 빅 보이는 햄버거, 마스코트, 레스토랑의 이름이 되었다. 빅 보이는 지역 프랜차이즈 및 서브프랜차이즈를 통해 전국으로 확장했다. 1950년대에 주로 드라이브인 레스토랑으로 운영되다가 1970년대 초까지 내부 식사 공간이 커브 서비스를 점차 대체했다. 많은 프랜차이즈가 폐쇄되거나 독립적으로 운영되었지만, 빅 보이 더블 데크 햄버거는 나머지 미국 레스토랑에서 시그니처 메뉴로 남아 있다.
- 1940년: 맥도날드 레스토랑, 캘리포니아주 샌버너디노는 맥도널드 형제(리처드와 모리스 맥도날드 형제)가 개업했다. 그들의 1948년 "스피디 서비스 시스템" 도입은 현대 패스트푸드 레스토랑의 원칙을 확립했다. 맥도날드 형제는 1953년에 프랜차이즈 사업을 시작했다. 1961년, 레이 크록(그들의 멀티믹서 밀크셰이크 기계 공급업체)은 270만 달러와 1.9%의 로열티로 형제로부터 회사를 인수했다.[39]

## 미국

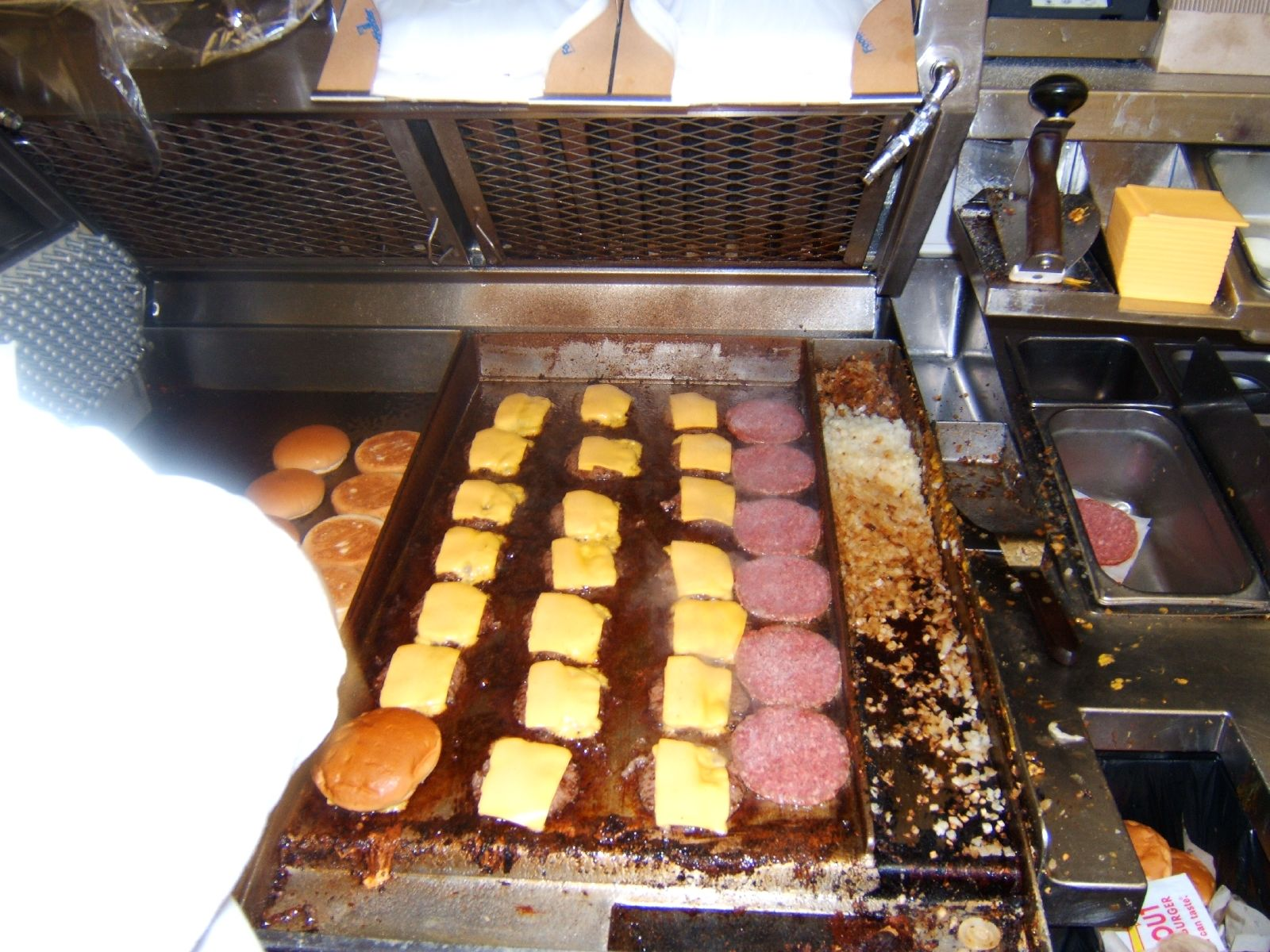
패스트푸드점에서 햄버거 조리

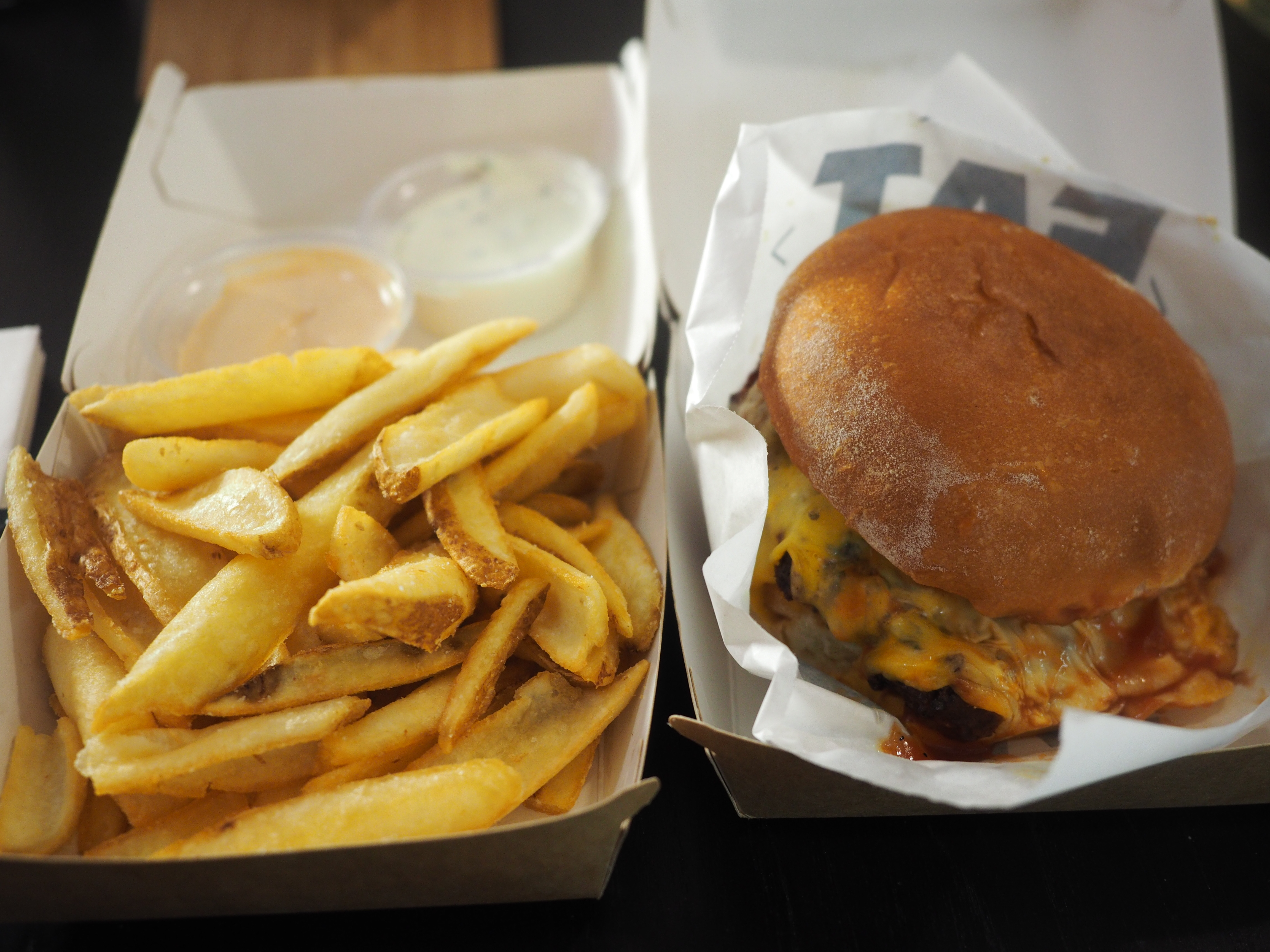
테이크아웃으로 구매한 햄버거와 감자튀김. 햄버거와 감자튀김이 별도의 용기에 담겨 있다

햄버거는 종종 패스트 푸드 레스토랑의 특징이다. 미국에서 주요 패스트푸드 체인에서 제공되는 햄버거 패티는 일반적으로 공장에서 대량 생산되어 현장 배송을 위해 냉동된다. 이 햄버거는 얇고 두께가 균일하며, 가정과 일반 레스토랑에서 준비되는 전통적인 미국 햄버거와 다르다. 전통적인 미국 햄버거는 더 두껍고 갈은 소고기로 수제로 준비된다. 대부분의 미국 햄버거는 둥근 형태지만, 웬디스와 같은 일부 패스트푸드 체인은 사각형으로 잘린 햄버거를 판매한다. 패스트푸드점의 햄버거는 일반적으로 플랫탑 위에서 구워지지만, 버거킹과 같은 일부 회사들은 가스 불 구이 방식을 사용한다. 일반적인 미국 레스토랑에서는 햄버거를 "레어"로 주문할 수 있지만, 식품 안전상의 이유로 보통 미디움웰 또는 웰던으로 제공된다. 패스트푸드점은 일반적으로 이러한 옵션을 제공하지 않는다.
맥도날드 패스트푸드 체인은 세계에서 가장 많이 팔리는 햄버거 중 하나인 빅맥을 판매하는데, 미국에서 연간 약 5억 5천만 개가 판매되는 것으로 추정된다. 버거킹(호주에서는 헝그리 잭스라고도 함), A&W, 컬버스, 왓어버거, 칼스 주니어/하디스 체인, 웬디스(사각형 패티로 유명), 잭 인 더 박스, 크리스탈, 화이트 캐슬, 쿡 아웃, 하비즈, 헤스버거, 수퍼맥스, 쉐이크쉑, 인앤아웃 버거, 파이브 가이즈, 팻버거, 베라즈, 버거빌, 백 야드 버거, 릭스 홈버거, 로이 로저스, 스매시버거, 소닉 등 다른 주요 패스트푸드 체인들도 햄버거 판매에 크게 의존하고 있다. 퍼드럭커스와 레드 로빈은 미드티어 "레스토랑 스타일" 햄버거를 전문으로 하는 햄버거 체인이다.
일부 레스토랑은 비싼 고기 부위와 다양한 치즈, 토핑, 소스를 사용하여 정교한 햄버거를 제공한다. 예를 들어 유명 셰프이자 푸드 네트워크 스타인 바비 플레이가 설립한 바비즈 버거 팰리스 체인이 있다.
햄버거는 종종 빠른 저녁 식사, 피크닉 또는 파티 음식으로 제공되며 야외 바비큐 그릴에서 자주 조리된다.
고품질 햄버거 패티는 전적으로 갈은(다진) 쇠고기와 양념으로 만들어진다. 이러한 햄버거는 값싼 햄버거와 구별하기 위해 "올비프 햄버거" 또는 "올비프 패티"로 설명될 수 있다. 값싼 햄버거는 밀가루, 조직화된 식물성 단백질, 암모니아 처리된 탈지 소고기 조각(비프 프로덕츠 Inc.는 "린 파인리 텍스처드 비프"라고 부름), 고급 육류 회수 또는 기타 육류 증량제와 같은 비용 절감 재료를 사용하여 만들어진다. 1930년대에는 갈은 간을 때때로 첨가했다. 일부 요리사는 달걀이나 빵가루와 같은 결합제를 사용하여 패티를 준비한다. 양념에는 소금과 후추 외에 파슬리, 양파, 간장, 사우전드 아일랜드 드레싱, 양파 수프 믹스 또는 우스터셔 소스와 같은 재료가 포함될 수 있다. 많은 유명 브랜드의 양념 소금 제품도 사용된다.

### 비용
블룸버그 뉴스에 따르면, 미국의 패스트푸드 레스토랑 버거의 평균 가격은 2019년부터 2024년까지 16% 상승하여 2024년 2분기에 8.41달러에 달했다. 특히 맥도날드의 상징적인 빅맥은 같은 기간 동안 5.29달러로 5년 동안 21% 가격이 상승했다.

### 안전
익히지 않은 햄버거에는 초기 부적절한 고기 준비로 인해 O-157과 같은 식품 매개 질병을 유발할 수 있는 해로운 세균이 포함될 수 있으므로 취급 및 조리 시 주의가 필요하다. 이러한 식품 매개 질병의 잠재성으로 인해 미국 농무부(USDA)는 햄버거의 내부 온도를 71°C(160°F)로 조리할 것을 권고한다. 이 온도로 조리할 경우 웰 던(well-done)으로 간주된다.

## 종류

### 기타 육류
전 세계적으로 버거는 쇠고기 외의 고기로도 만들어질 수 있다. 다음은 대체 육류의 일부 비완전 목록이다:
- 칠면조 고기 버거
- 치킨 버거:
  - 닭고기 (재운 것 또는 아닌 것)
  - 프라이드 치킨[48][49]
  - 갈은 닭고기
  - 풀드 치킨[50][51]
- 버펄로 버거 (아메리카 들소 고기)
- 타조 버거
- 사슴 버거(사슴의 사슴고기[52])
- 풀드 포크 버거[53][54][55]
- 오리 콩피 버거[56]
- 양고기 버거[57][58]
- 송아지 버거

미국에서는 이러한 샌드위치가 "버거"로 간주되려면 고기를 갈아야 한다.

### 피쉬 버거
버거는 생선으로도 만들 수 있으며, 일반적으로 튀기거나 빵가루를 묻혀/조각내어 고기를 대체한다. 간단한 예는 맥도날드의 피쉬 버거 필레 오 피쉬이다.
옵션에는 연어, 대구 또는 헤이크가 포함된다.

### 채식 버거

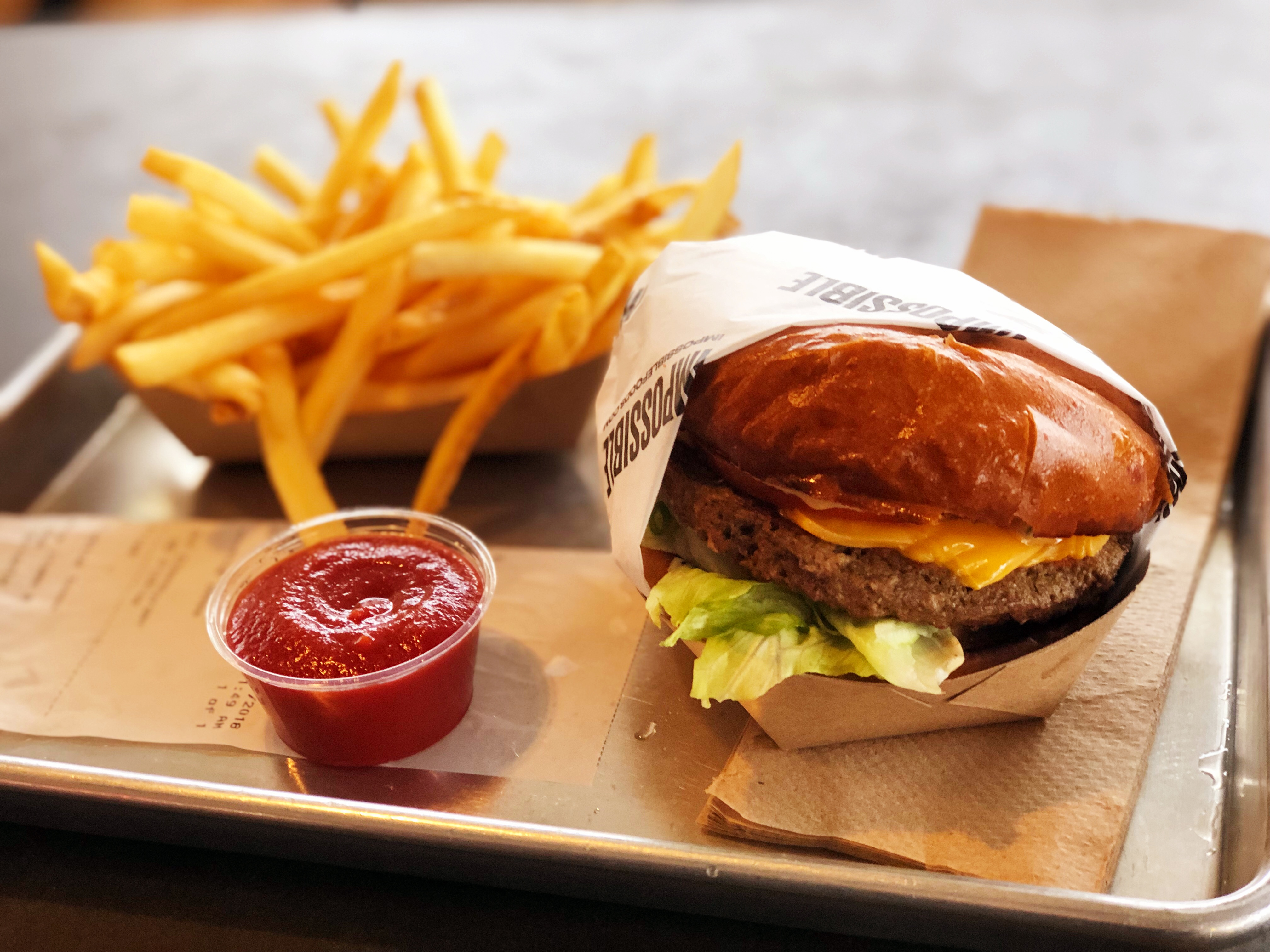
임파서블 버거

채식주의 버거는 고기 대체재인 두부, TVP, 세이탄(밀 글루텐), 퀀, 콩, 곡물 또는 다양한 야채를 갈아 패티로 만든 고기 유사품으로 만들 수 있다.
채소 패티는 여러 유라시아 요리에서 수천 년 동안 존재해 왔으며 인도 요리에서 흔한 품목이다.
1900년대에 일부 회사들은 보카 버거와 라이트라이프를 포함한 콩 기반 버거를 만들기 시작했다. 다른 생산자들은 2000년대에 가든, 임파서블 푸드, 비욘드 미트, 메아티를 포함한 새로운 버거로 사업을 시작했다. 이 제품들은 주로 완두콩, 콩, 버섯, 효모, 콩, 및 견과류로 만들어진다.

### 스테이크 버거

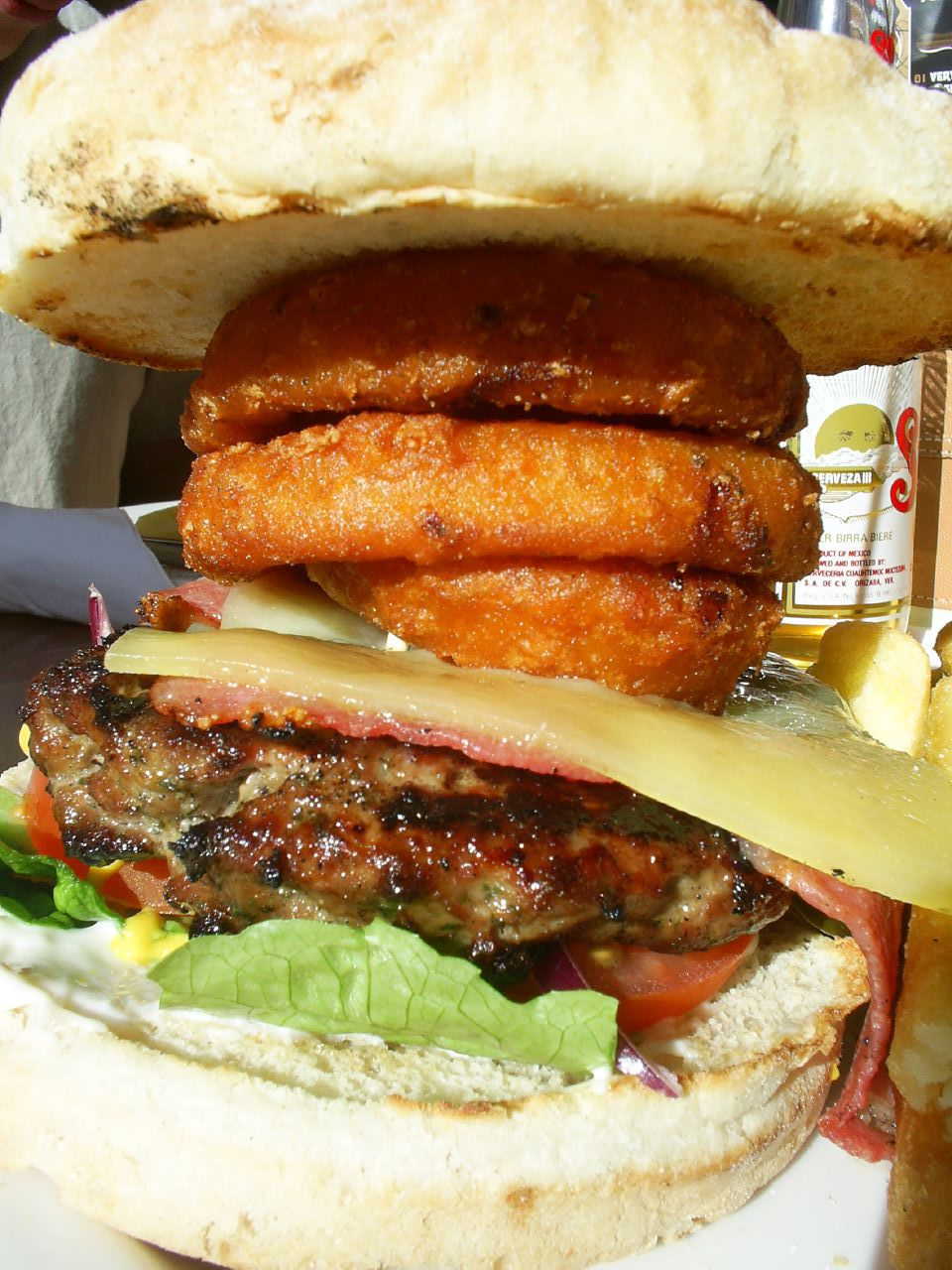
치즈와 어니언 링이 들어간 스테이크 버거

미국에서 스테이크 버거는 고급 햄버거를 의미하는 마케팅 용어이다. 다른 곳에서는 스테이크가 들어간 버거이다.
"스테이크버거"라는 용어는 미국에서 1920년대로 거슬러 올라간다. 1934년 미국에서 스테이크 앤 쉐이크의 창립자 A.H. "거스" 벨트는 고품질 햄버거를 개발하고 회사 첫 번째 지점인 일리노이주 노멀의 고객에게 "스테이크버거"로 제공했다. 이 버거는 티본 스테이크의 스트립 부분과 안심 스테이크의 분쇄육을 혼합하여 준비했다. 스테이크버거는 스테이크 앤 쉐이크 레스토랑의 주요 메뉴 항목이며, 회사의 등록 상표에는 "오리지널 스테이크버거"와 "스테이크버거로 유명"이 포함되었다. 스테이크 앤 쉐이크의 "프라임 스테이크버거"는 현재 초이스 등급 브리스킷과 차크로 만들어진다.
쇠고기가 일반적이지만 양고기, 돼지고기와 같은 다른 육류도 사용될 수 있다. 고기는 갈거나 다진다.
다른 곳(호주와 뉴질랜드 포함)에서는 스테이크 버거에 분쇄육이 아닌 전체 스테이크가 들어 있다.
스테이크 버거는 다양한 익힘 정도로 조리될 수 있다.
스테이크 버거는 양상추, 양파, 토마토와 같은 일반적인 햄버거 토핑과 함께 제공될 수 있다. 일부는 치즈, 베이컨, 달걀 프라이, 버섯, 추가 육류, 등을 포함한 다양한 추가 토핑을 가질 수 있다.

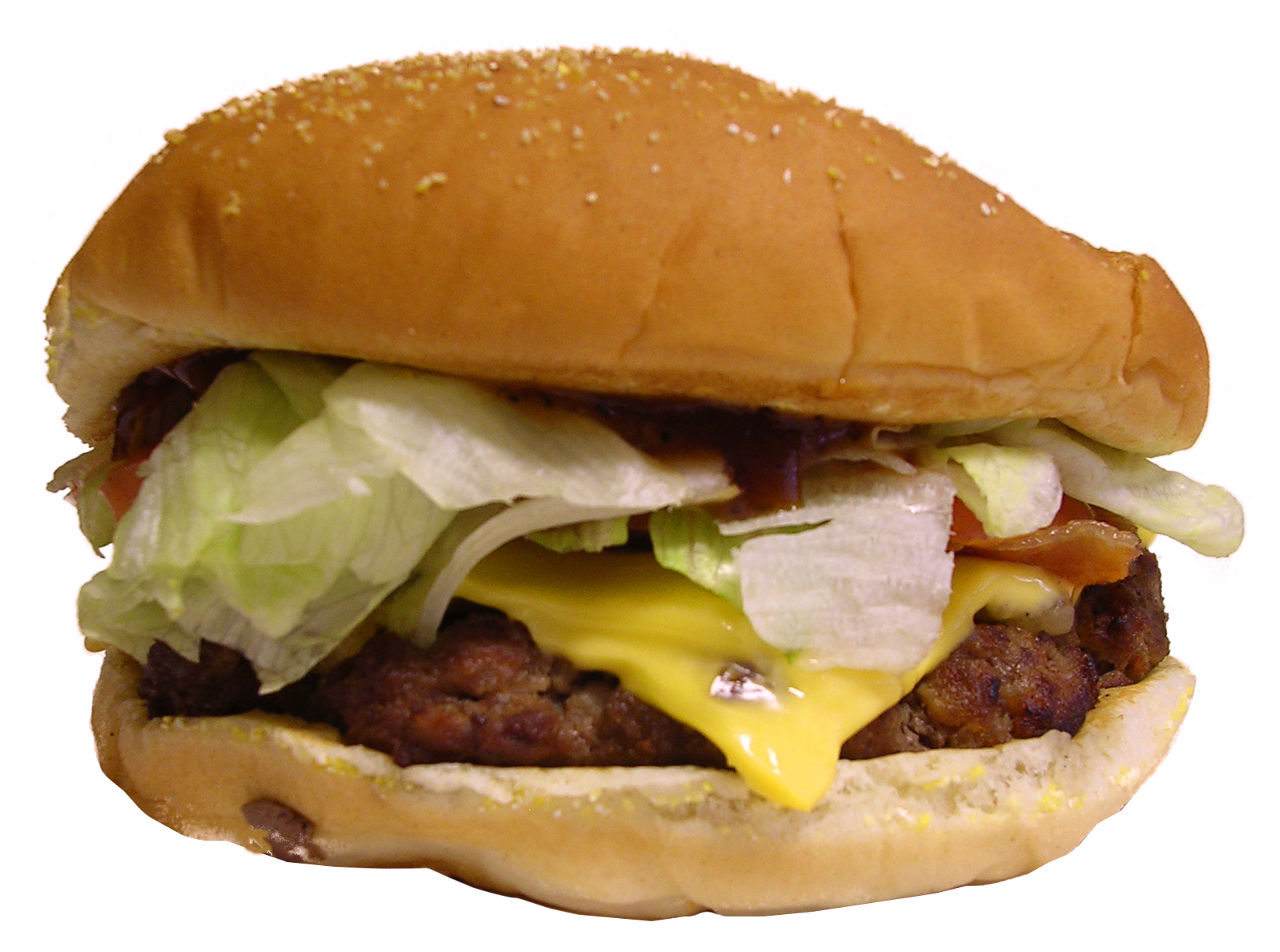
버거킹 베이컨 치즈 스테이크 버거

버거킹, 칼스 주니어, 하디스, 아이홉, 스테이크 앤 쉐이크, 미스터 스테이크, 프레디스와 같은 다양한 패스트푸드점과 레스토랑은 스테이크 버거를 판매한다. 일부 레스토랑은 숙성된 쇠고기로 준비된 고급 버거를 제공한다. 또한, 많은 레스토랑은 다양한 시기에 "스테이크버거"라는 용어를 사용했다.
미국 일부 야구장 매점에서는 햄버거를 스테이크 버거라고 부르기도 한다. 예를 들어 네브래스카주 오마하의 조니 로젠블라트 스타디움이다.
버거킹은 1979년에 회사의 기업 구조 조정 노력의 일환으로 메뉴 확장의 일부로 서로인 스테이크 샌드위치를 도입했다. 이것은 서브 스타일 참깨 롤에 제공되는 다진 스테이크로 만든 단일 직사각형 패티였다. 버거킹이 제공했던 추가 스테이크 버거에는 앵거스 베이컨 체다 랜치 스테이크 버거, 앵거스 베이컨 & 치즈 스테이크 버거, 한정판 스터프드 스테이크하우스 버거가 있다.
2004년, 스테이크 앤 쉐이크는 후자가 메뉴 항목 중 하나와 관련하여 스테이크 버거라는 용어를 사용한 것에 대해 상표권을 침해했다고 주장하며 버거킹을 상대로 소송을 제기했다. (세인트루이스 포스트-디스패치에 따르면 버거킹 변호사는 법정에서 스테이크 앤 쉐이크 CEO를 "심문"하여 스테이크 앤 쉐이크 스테이크버거 메뉴의 정확한 내용을 물었다.) 이 사건은 법정 밖에서 합의되었다.

### 미국 및 캐나다

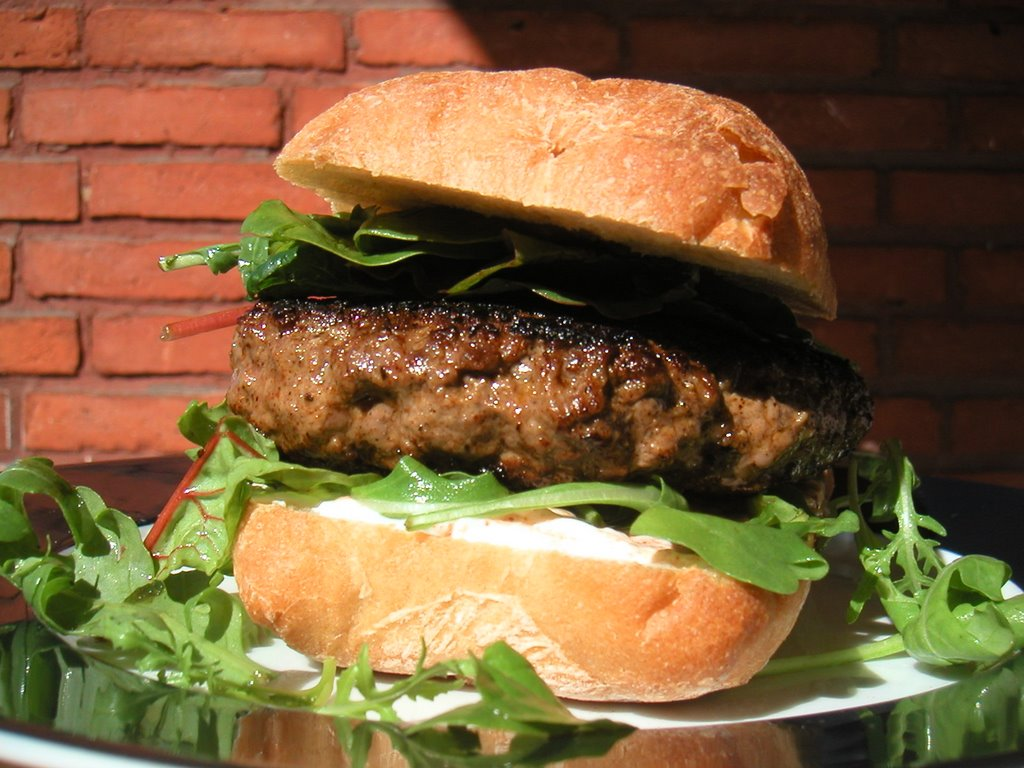
루콜라가 얹힌 치아바타 롤빵에 제공된 뉴욕 햄버거

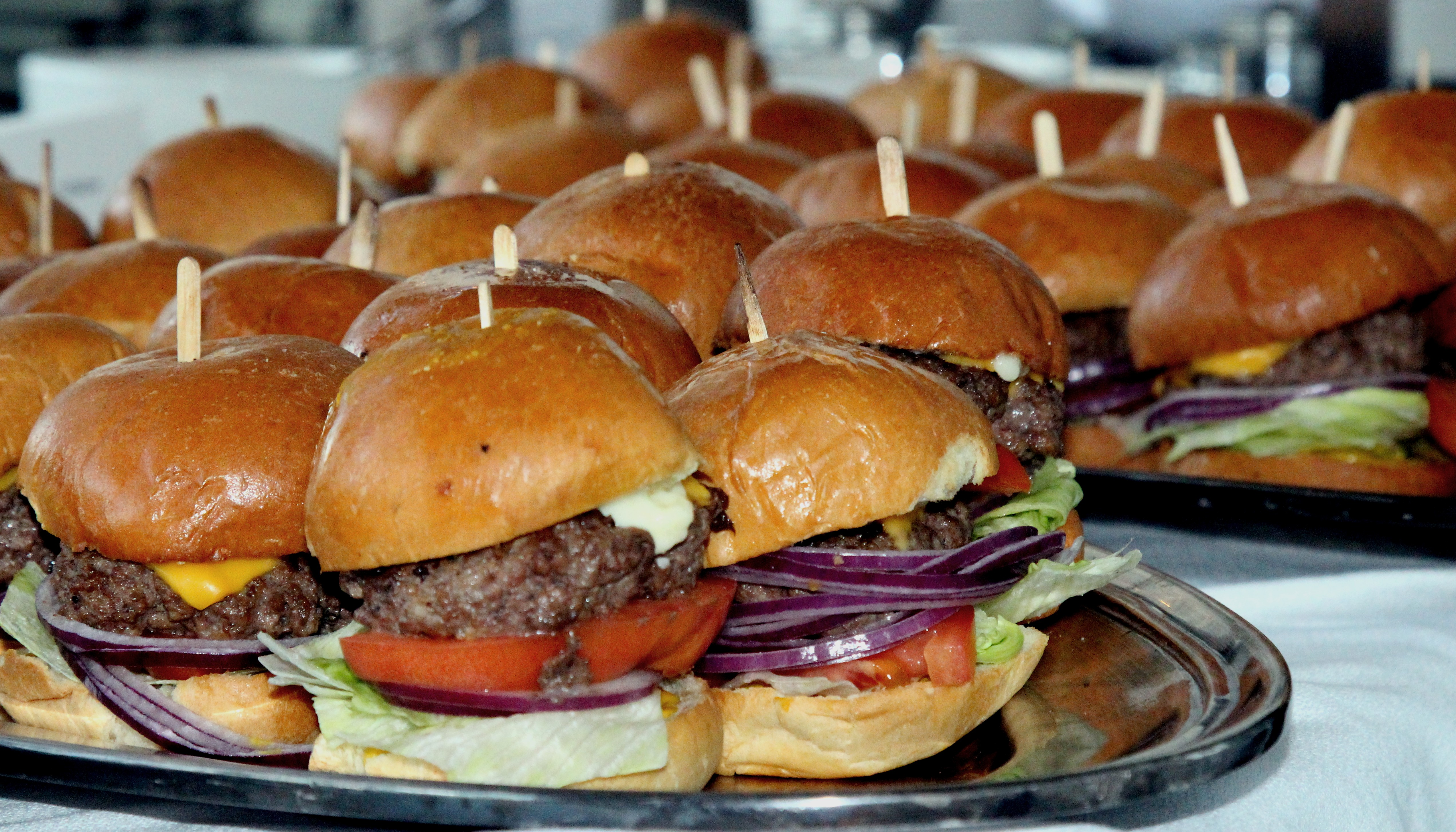
미니 햄버거 ("슬라이더")

햄버거는 미국의 국민 음식으로 여겨진다. 미국과 캐나다에서는 햄버거를 두 가지 주요 유형으로 분류할 수 있다. 즉, 패스트푸드 햄버거와 가정 및 레스토랑에서 개별적으로 준비하는 버거이다. 후자는 양상추, 토마토, 양파 및 종종 얇게 썬 피클 (또는 피클 렐리시)을 포함한 다양한 토핑과 함께 준비되는 경우가 많다. 감자튀김 (캐나다에서는 일반적으로 푸틴)이 종종 버거와 함께 제공된다. 치즈 (보통 가공 치즈 조각이지만 종종 체다 치즈, 스위스, 페퍼 잭 또는 블루)는 고기 패티에 직접 녹이거나 위에 부숴 넣는 것이 일반적인 선택 사항이다.
양념은 햄버거에 첨가되거나 케첩, 머스터드, 마요네즈, 렐리시, 샐러드 드레싱 및 바베큐 소스를 포함하여 따로 제공될 수 있다. 다른 토핑으로는 베이컨, 아보카도 또는 과카몰레, 슬라이스된 볶은 버섯, 치즈 소스, 칠리 (일반적으로 콩 없음), 달걀 프라이, 스크램블드 에그, 페타 치즈, 블루 치즈, 살사, 파인애플, 할라페뇨 및 기타 종류의 고추, 멸치, 햄 또는 볼로냐 슬라이스, 파스트라미 또는 데리야키 양념 쇠고기, 타르타르 소스, 감자튀김, 어니언 링 또는 감자칩 등이 있다.
- 표준 햄버거 토핑은 지역에 따라 다를 수 있으며, 특히 전국 또는 지역 프랜차이즈가 아닌 레스토랑에서 그렇다.
- 레스토랑은 여러 개의 고기 패티가 들어간 햄버거를 제공할 수 있다. 가장 흔한 종류는 더블 및 트리플 햄버거이지만, 캘리포니아 기반 버거 체인 인앤아웃은 한때 "100x100"이라고 불리는 100개의 패티가 들어간 샌드위치를 판매했다.[84]
- 파스트라미 버거는 유타주 솔트레이크시티에서 제공될 수 있다.[85]
- 패티 멜트는 호밀빵 두 조각 사이에 패티, 볶은 양파, 치즈가 들어간 샌드위치이다. 샌드위치는 버터를 발라 튀긴다.
- 슬라이더는 작은 정사각형 햄버거 패티를 똑같이 작은 빵에 담아 제공하며, 보통 다진 양파를 뿌린다. 가장 초기 인용문에 따르면, 이 이름은 미국 해군 선박에서 배가 흔들릴 때 기름진 버거가 조리대 그릴 위에서 미끄러지는 방식 때문에 유래했다.[86][87] 다른 버전은 "슬라이더"라는 용어가 군용 비행장의 활주로 매점에서 제공된 햄버거에서 유래했으며, 너무 기름져서 한 번에 목구멍으로 "미끄러져" 내려갔기 때문이라고 주장한다.
- 캐나다 앨버타주에서는 "쿠비 버거"는 으깬 우크라이나 소시지(쿠바사)로 만든 햄버거이다.[88]
- 위스콘신과 중서부 북부 지역에서 흔히 볼 수 있는 버터 버거는 토핑으로 버터 조각이 얹히거나 버터가 듬뿍 발린 빵이 사용되는 일반적인 버거이다. 이것은 컬버스 레스토랑 체인의 시그니처 메뉴이다.[89]
- 팻 보이는 매니토바주 위니펙의 그리스 버거 레스토랑에서 시작된 칠리 고기 소스를 곁들인 상징적인 햄버거이다.[90]
- 미네소타주에서는 "주씨 루시" (때로는 "주시 루시"로 표기)는 치즈가 위에 얹히는 대신 고기 패티 안에 들어간 햄버거이다. 치즈 조각은 생고기로 둘러싸여 녹을 때까지 익히며, 패티 안에 녹은 핵이 생긴다. 이 매우 뜨거운 치즈는 처음 베어 물 때 쏟아지는 경향이 있으므로, 서빙하는 사람들은 고객에게 샌드위치가 소비하기 전에 몇 분 동안 식도록 기다리라고 종종 지시한다.
- 저탄수화물 버거는 빵 없이 제공되며 큰 양상추 조각으로 대체되며, 소스로 주로 마요네즈나 머스터드가 사용된다.[91][92][93]
- 케이조 시마모토가 발명한 라멘 버거는 전통적인 빵 대신 압축된 라멘 면 두 장 사이에 끼워진 햄버거 패티이다.[94]
- 루터 버거는 빵 대신 글레이즈드 도넛 두 개가 들어간 베이컨 치즈버거이다.[89]
- 찜 치즈버거는 버거를 굽는 대신 찌는 치즈버거이다. 코네티컷에서 발명되었다.[89]

### 프랑스
2012년 NDP 캐비닛 연구에 따르면 프랑스인들은 1인당 연간 14개의 햄버거를 레스토랑에서 소비하여 세계 4위, 유럽에서는 영국에 이어 2위를 차지했다.
2013년 지라 콘세이의 프랑스 햄버거 소비 연구에 따르면, 전통 프랑스 레스토랑의 75%가 메뉴에 햄버거를 최소 하나 이상 제공하며, 이 중 3분의 1에게는 스테이크, 그릴 또는 생선을 제치고 요리 메뉴의 선두 주자가 되었다.

### 멕시코
멕시코에서 버거('함부르게사스'라고 불림)는 햄과 함께 제공되며, 고기 패티 위에 튀긴 아메리칸 치즈 조각이 올려진다. 토핑에는 아보카도, 할라페뇨 슬라이스, 잘게 썬 양상추, 양파, 토마토가 포함된다. 빵에는 마요네즈, 케첩, 머스터드가 발라진다. 베이컨도 추가할 수 있으며, 고기 패티와 함께 튀기거나 구울 수 있다. "하와이안 햄버거"의 경우 햄버거에 파인애플 조각을 추가할 수 있다.
일부 레스토랑의 버거에는 바비큐 소스도 있으며, 다른 레스토랑에서는 갈은 패티 대신 안심, 알 파스토르 고기, 바르바코아 또는 튀긴 닭가슴살을 사용한다. 칼스 주니어, 소닉, 맥도날드, 버거킹 등 미국에서 온 많은 버거 체인이 멕시코 전역에 퍼져 있다.

### 영국 및 아일랜드
영국과 아일랜드의 햄버거는 미국과 매우 유사하며, 미국과 마찬가지로 두 개의 큰 체인인 맥도날드와 버거킹이 하이 스트리트를 지배한다. 두 국가에서 제공되는 메뉴는 거의 동일하지만 영국에서는 양이 더 적은 경향이 있다. 아일랜드에서는 슈퍼맥스 (Supermacs) 식품점이 전국에 걸쳐 널리 퍼져 있으며, 메뉴의 일부로 버거를 제공한다. 아일랜드에서는 아브라케밥라 (처음에는 케밥을 판매)와 에디 로케츠도 주요 체인이다.
두 미국 거대 체인의 독창적인 경쟁 상대는 전형적인 영국 패스트푸드 체인인 윔피였다 (원래는 1954년 런던 코벤트리 스트리트의 라이온스 코너 하우스에 개업한 윔피 바). 이 레스토랑은 영국식 칩과 함께 햄버거를 접시에 담아 식기와 함께 손님 테이블로 배달했다. 1970년대 후반 맥도날드와 경쟁하기 위해, 윔피는 미국식 카운터 서비스 레스토랑을 개점하기 시작했고, 1989년에서 1990년 사이에 당시 두 브랜드를 소유했던 그랜드 메트로폴리탄이 버거킹으로 이름을 바꾸면서 많은 영국 하이 스트리트에서 사라졌다. 1990년 경영진 인수로 브랜드가 다시 분리되었고, 현재 윔피 테이블 서비스 레스토랑은 여전히 많은 시내 중심가에서 찾을 수 있으며, 새로운 카운터 서비스 윔피는 현재 종종 고속도로 휴게소에서 발견된다.
햄버거는 특히 축구 경기와 같은 야외 행사에서 흔히 "버거 밴"이라고 불리는 이동식 키오스크에서도 구매할 수 있다. 이러한 유형의 매장에서 판매되는 버거는 일반적으로 어떤 형태의 샐러드 없이 제공되며, 튀긴 양파와 토마토케첩, 머스터드 또는 브라운 소스 중에서 선택할 수 있다.
칩 샵, 특히 잉글랜드 웨스트 미들랜드와 북동부, 스코틀랜드 및 아일랜드에서는 배터 버거라고 불리는 튀김 햄버거를 판매한다. 이는 버거 패티를 튀김 옷에 입혀 기름에 튀긴 것으로, 일반적으로 칩과 함께 제공된다.
칩과 샐러드가 함께 제공되는 햄버거와 채식 버거는 표준 펍 메뉴 항목이다. 많은 펍은 "미식가" 버거를 전문으로 한다. 이들은 일반적으로 블루 치즈, 브리, 아보카도, 멸치 마요네즈 등과 같은 재료가 얹힌 고품질 다진 스테이크 패티이다. 일부 영국 펍은 사슴고기 버거(때로는 밤비 버거라고도 불림), 버펄로 버거, 타조 버거, 일부 오스트레일리아 테마 펍에서는 캥거루 고기 버거와 같이 더 이국적인 고기로 만든 버거 패티를 제공한다. 이러한 버거는 전통적인 햄버거와 유사하게 제공되지만, 때로는 레드커런트 소스, 민트 소스, 자두 소스와 같은 다른 소스와 함께 제공된다.
21세기 초, "프리미엄" 햄버거 체인과 독립 레스토랑이 등장하여 고품질의 유기농으로 주장되는 고기로 만든 버거를 판매하며, 보통 테이크 아웃보다는 매장 내에서 먹을 수 있도록 제공한다. 체인에는 고메 버거 키친, 얼티밋 버거, 햄버거 유니언, 런던의 바이런 햄버거가 있다. 미트마켓과 더티 버거와 같은 독립 레스토랑은 2012년에 풍부하고 육즙이 풍부한 버거 스타일을 개발했으며, 이는 더티 버거 또는 3세대 버거로 알려져 있다.
최근 몇 년간 러스틀러스는 영국에서 전자레인지로 데울 수 있는 미리 조리된 햄버거를 판매하고 있다.
영국에서는 북미와 일본에서와 마찬가지로 "버거"라는 용어가 단순히 쇠고기, 다른 종류의 고기 또는 채식 패티를 의미할 수 있다.

### 오스트레일리아와 뉴질랜드

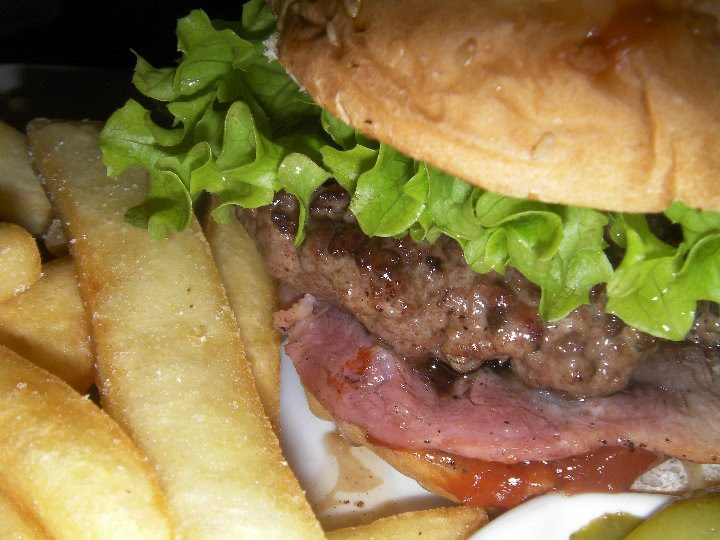
뉴질랜드 오클랜드 패스트푸드점 햄버거에는 사탕무가 들어있어 풍미를 더한다.

오스트레일리아와 뉴질랜드에서는 패스트푸드 프랜차이즈가 미국식 패스트푸드 햄버거를 판매한다. 전통적인 오스트랄라시아 햄버거는 체인점보다는 피시 앤 칩스 가게나 밀크 바에서 주로 구매한다. 이러한 전통적인 햄버거는 오래된 패스트푸드점이 줄어들면서 흔치 않게 되고 있다. 햄버거 고기는 거의 항상 갈은 소고기이며, 오스트레일리아와 뉴질랜드에서는 "민스"라고 더 흔하게 부른다. 이 햄버거에는 일반적으로 최소한 토마토, 양상추, 구운 양파, 고기가 포함된다. 이 형태를 오스트레일리아에서는 "플레인 햄버거"라고 하며 종종 사탕무 슬라이스도 포함된다. 선택적으로 치즈, 사탕무, 파인애플, 달걀 프라이, 베이컨을 포함할 수 있다. 이러한 선택 재료가 모두 포함되면 오스트레일리아에서는 "버거 위드 더 로트"라고 알려져 있다.
오스트레일리아와 뉴질랜드에서는 영국과 마찬가지로 '샌드위치'라는 단어는 일반적으로 두 '조각'의 빵(덩어리에서 잘라낸) 사이에 속 재료가 들어있는 것을 의미한다. 미국 영어에서는 '샌드위치'가 빵 조각뿐만 아니라 모든 종류의 빵 두 조각 사이에 속 재료가 들어있는 것을 의미하는 것과 달리, '버거'는 일반적으로 '샌드위치'로 간주되지 않는다. '버거'라는 용어는 소고기가 들어 있지 않더라도 뜨거운 속 재료가 들어간 어떤 잘린 빵에도 적용된다. 예를 들어 치킨 버거(보통 다진 닭고기보다는 닭가슴살 사용), 연어 버거, 풀드 포크 버거, 채식 버거 등이다.
두 국가의 햄버거 차이점은 뉴질랜드의 "더 로트(The Lot)"에 해당하는 메뉴에 종종 스테이크(쇠고기)가 포함된다는 것이다. 일반적으로 사용되는 조미료는 바비큐 소스와 토마토 소스이다. 전통적인 오스트랄라시아 햄버거에는 마요네즈가 포함되지 않는다. 맥도날드의 "맥오즈" 버거는 미국식 버거와 오스트레일리아식 버거의 중간 형태로, 일반적인 미국식 버거에 사탕무와 토마토가 들어있지만 더 이상 메뉴에 없다. 마찬가지로 뉴질랜드 맥도날드는 쿼터파운더와 유사하지만 샐러드, 사탕무, 달걀 프라이가 들어간 키위버거를 만들었다. 헝그리 잭스 (버거킹)의 "오지 버거"에는 토마토, 양상추, 양파, 치즈, 베이컨, 사탕무, 달걀, 케첩, 고기 패티가 들어 있으며, 파인애플은 추가 요금으로 추가할 수 있다. 본질적으로 "버거 위드 더 로트"이지만 현지 피쉬 샵에서 사용하는 완전히 튀긴 달걀 대신 표준 HJ의 원형 아침 식사 달걀을 사용한다.

### 중국

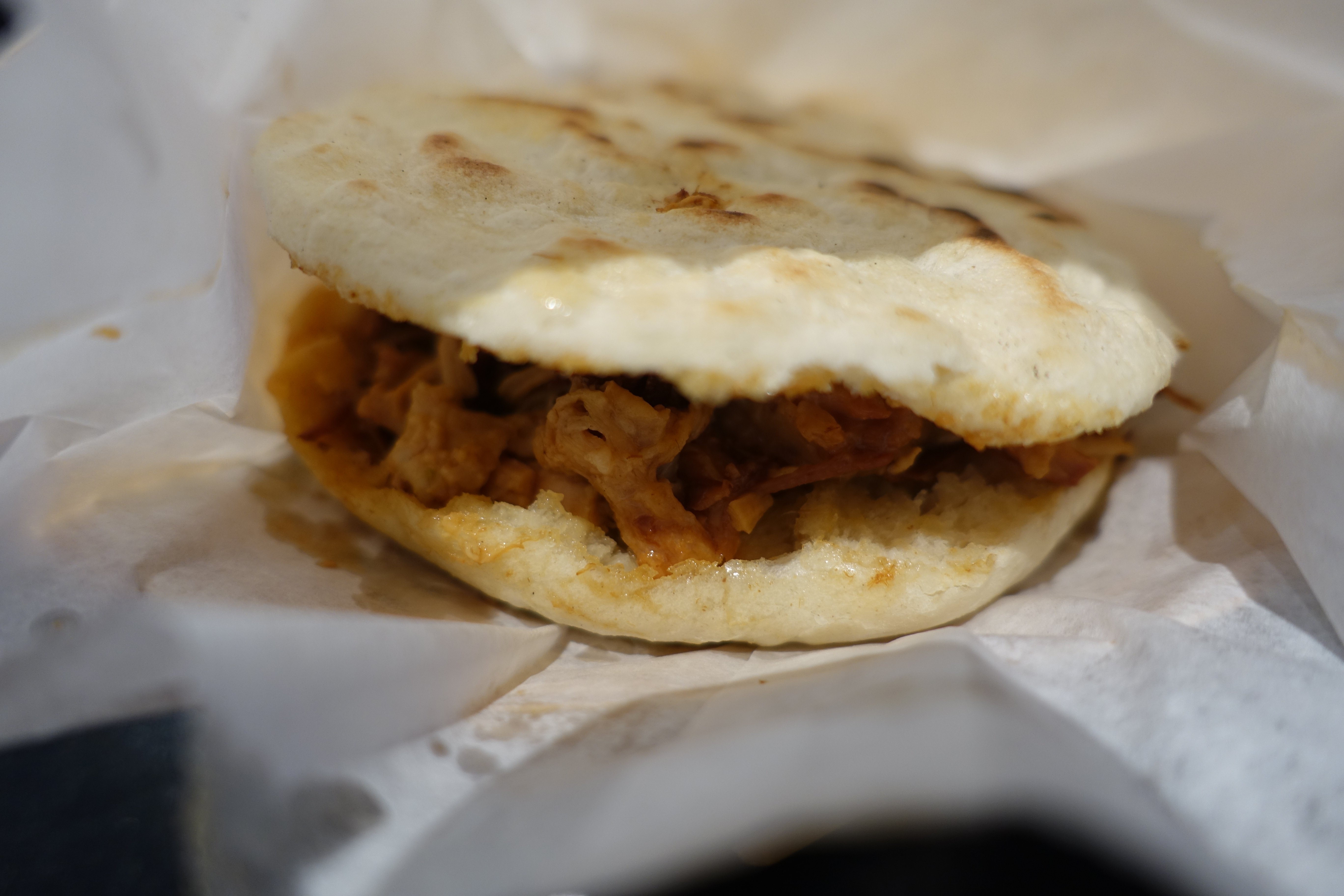
러우자모(肉夹馍), "중국 햄버거"

중국에서 맥도날드와 KFC 레스토랑에서 샌드위치를 브랜드화했기 때문에 "버거"(汉堡)라는 단어는 빵 두 조각과 그 사이에 고기 패티가 있는 모든 샌드위치를 의미한다. 이것은 중국인이 북미 패스트푸드점에서 소고기 이외의 고기 속이 들어간 샌드위치를 주문할 때 혼란을 야기했다.
러우자모(肉夹馍)라고 알려진 인기 있는 중국 길거리 음식은 두 개의 빵 사이에 고기(가장 흔하게 돼지고기)가 끼워져 있다. 러우자모는 "중국 햄버거"라고 불린다. 이 샌드위치가 진나라(BC 221~206년)로 거슬러 올라가고 위에서 언급한 중국어 버거 단어에 부합하기 때문에 중국 언론은 햄버거가 중국에서 발명되었다고 주장해 왔다.

### 일본

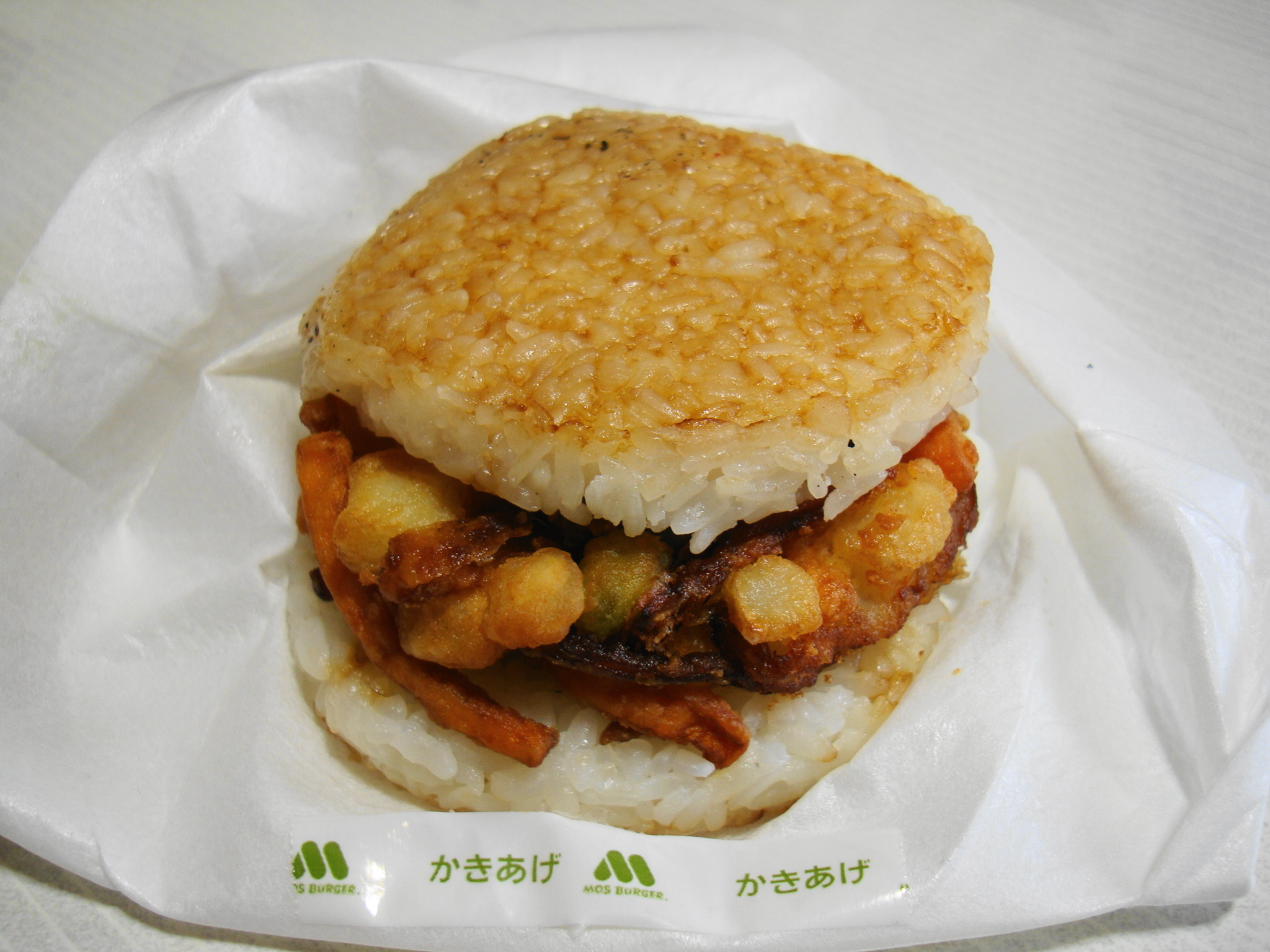
모스 버거 라이스 버거

일본에서 햄버거는 빵에 담아 한바가(ハンバーガー)라고 하거나, 빵 없이 패티만 제공하는 것을 한바구(ハンバーグ) 또는 "햄버그 스테이크"의 줄임말로 "햄버그"라고 한다.
햄버그 스테이크(빵 없이 제공)는 미국에서 솔즈베리 스테이크라고 알려진 것과 유사하다. 다진 소고기, 돼지고기 또는 둘의 혼합에 다진 양파, 달걀, 빵가루 및 향신료를 섞어 만든다. 야채나 샐러드 사이드와 함께 브라운 소스(음식점에서는 데미글라스)와 함께 제공되거나 가끔 일본 카레에 넣어 제공된다. 햄버거는 일본에서 "패밀리 레스토랑"이라고 알려진 캐주얼한 서양식 교외 레스토랑 체인에서 제공될 수 있다.
한편, 빵이 있는 햄버거는 주로 패스트푸드 체인의 영역이다. 일본에는 모스 버거, 퍼스트 키친, 프레시니스 버거와 같은 자체 햄버거 체인 레스토랑이 있다. 일본에서 제공되는 현지 햄버거 종류에는 데리야키 버거, 돈까스가 들어간 카츠 버거, 새우 고로케가 들어간 버거가 있다. 더 특이한 예로는 빵이 밥으로 만들어진 라이스 버거와 아보카도, 갓 간 와사비, 기타 희귀한 계절 재료가 들어간 고급 1,000엔(미화 10달러)짜리 "타쿠미 버거"(장인의 맛이라는 뜻)가 있다. 실제 패티 면에서는 맥주를 먹이고 매일 마사지하여 사육한 소에서 도축한 고베 소고기로 만든 버거가 있다. 맥도날드 재팬도 최근 미국산 돼지고기로 만든 맥포크 버거를 출시했다. 맥도날드는 신선한 재료와 더 정제된 "고급" 햄버거 메뉴에 대한 일본 소비자들의 선호도 때문에 이러한 현지 햄버거 체인에 점차 시장 점유율을 잃고 있다.

### 덴마크

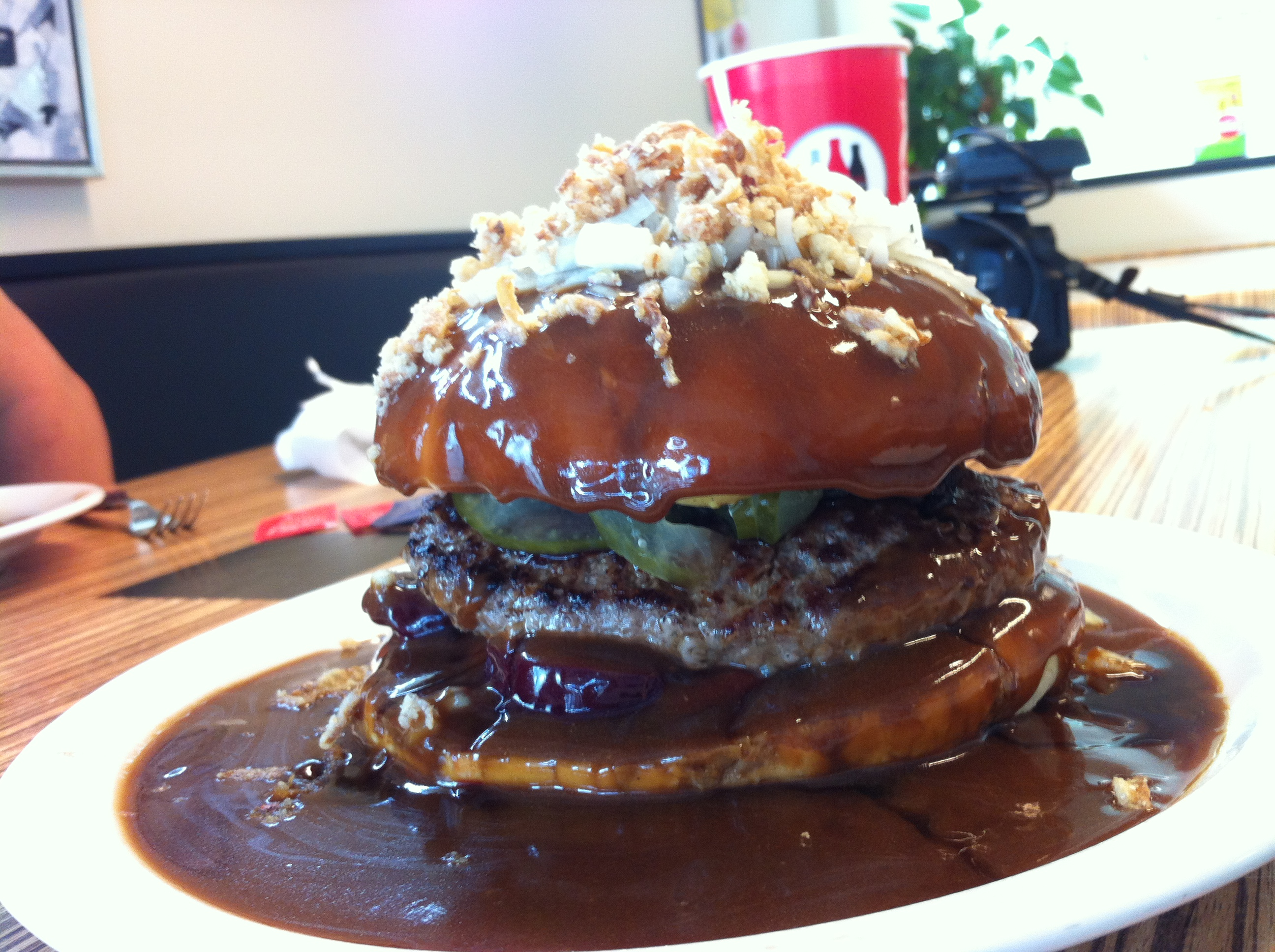
현대 덴마크 뵈프샌드위치

덴마크에서는 1949년에 햄버거가 도입되었지만, 그것은 뵈프샌드위치라고 불렸다. 다양한 변형이 있다. 원래 뵈프샌드위치는 단순히 소고기와 말고기를 섞어 만든 일반적인 고기 패티에 약간 다른 가니시(머스터드, 케첩, 부드러운 양파)가 들어 있었지만, 계속 진화했다. 오늘날 뵈프샌드위치는 일반적으로 소고기 패티, 절인 오이, 생양파, 절인 양파, 튀긴 양파 또는 부드러운 양파, 절인 붉은 사탕무, 머스터드, 케첩, 레물라드를 포함하며, 가장 눈에 띄는 것은 종종 브라운 그레이비가 넘쳐 흘러 조립된 뵈프샌드위치 위에 부어지기도 한다. 원래 뵈프샌드위치는 1949년에 시작된 같은 레스토랑에서 여전히 메뉴에 있으며, 현재는 원래 주인의 손자가 운영하고 있다.
뵈프샌드위치의 인기에 따라 소고기 패티 대신 다른 종류의 고기를 사용하는 다양한 변형이 생겨났다. 그 중 하나인 플레스크스테그샌드위치는 특히 인기를 얻었다. 이 변형은 다진 소고기 패티를 돼지 등심이나 배 슬라이스로 대체하고 일반적으로 새콤달콤한 절인 붉은 양배추, 마요네즈, 머스터드, 돼지 껍데기를 가니시로 사용한다.
오늘날 뵈프샌드위치, 플레스크스테그샌드위치 및 그 다양한 변형은 1977년에 첫 번째 버거킹 레스토랑이 개점하여 덴마크에서 원래 음식을 대중화시킨 더 일반적인 햄버거와 공존하고 있다. 노마의 파생 레스토랑인 포플을 포함한 많은 현지 고급 버거 레스토랑이 주요 도시에 산재해 있다.

### 동아시아

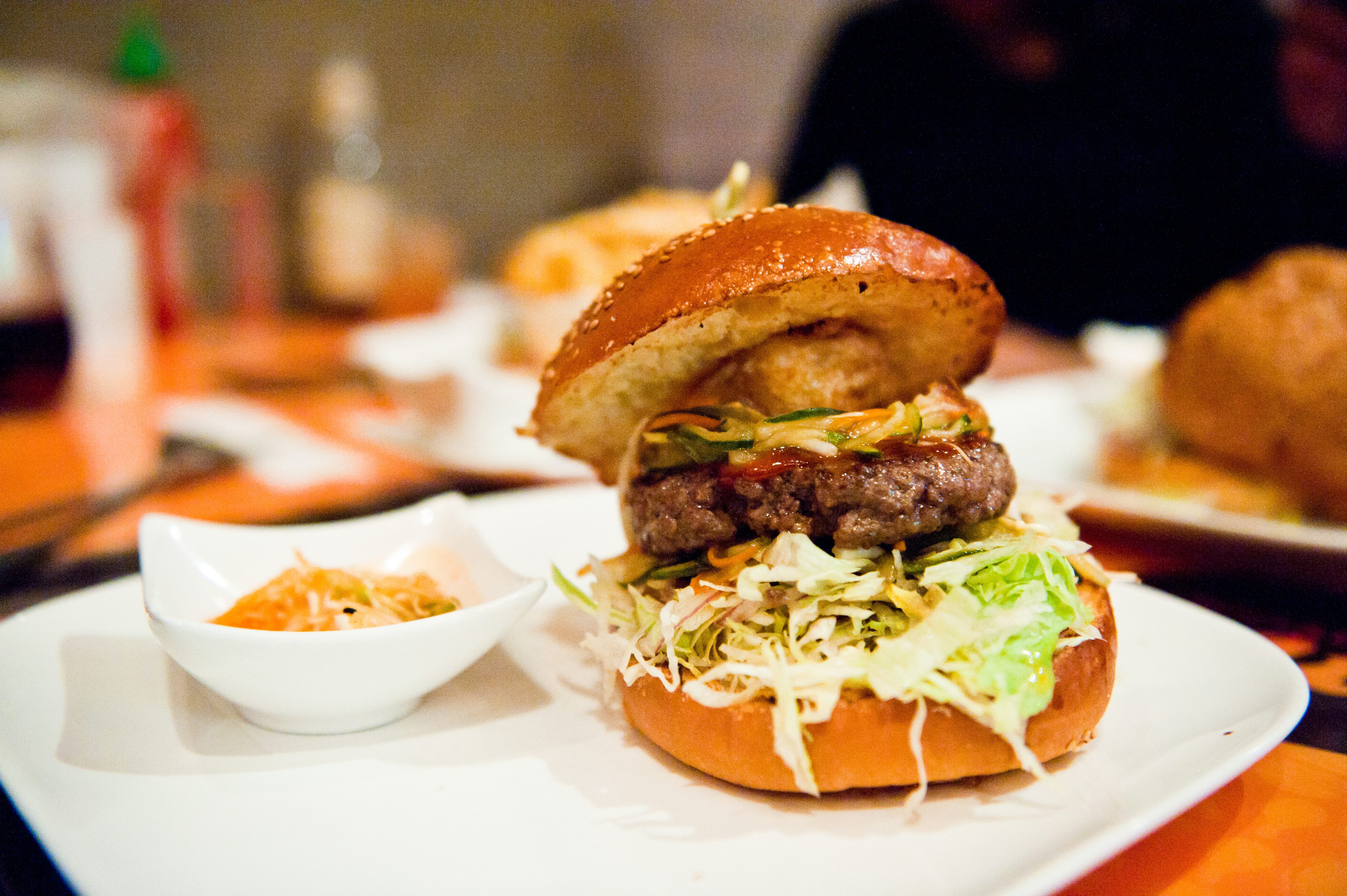
한국식 불고기 버거

위에서 언급한 라이스 버거는 대만, 한국 등 동아시아 여러 국가에서도 이용 가능하다. 롯데리아는 한국의 롯데 그룹 소유의 일본 햄버거 체인으로, 중국, 한국, 베트남, 대만에도 지점이 있다. 소고기 햄버거 외에도 오징어, 돼지고기, 두부, 새우로 만든 햄버거를 판매한다. 한국에서 이용 가능한 변형으로는 불고기 버거와 김치 버거가 있다.

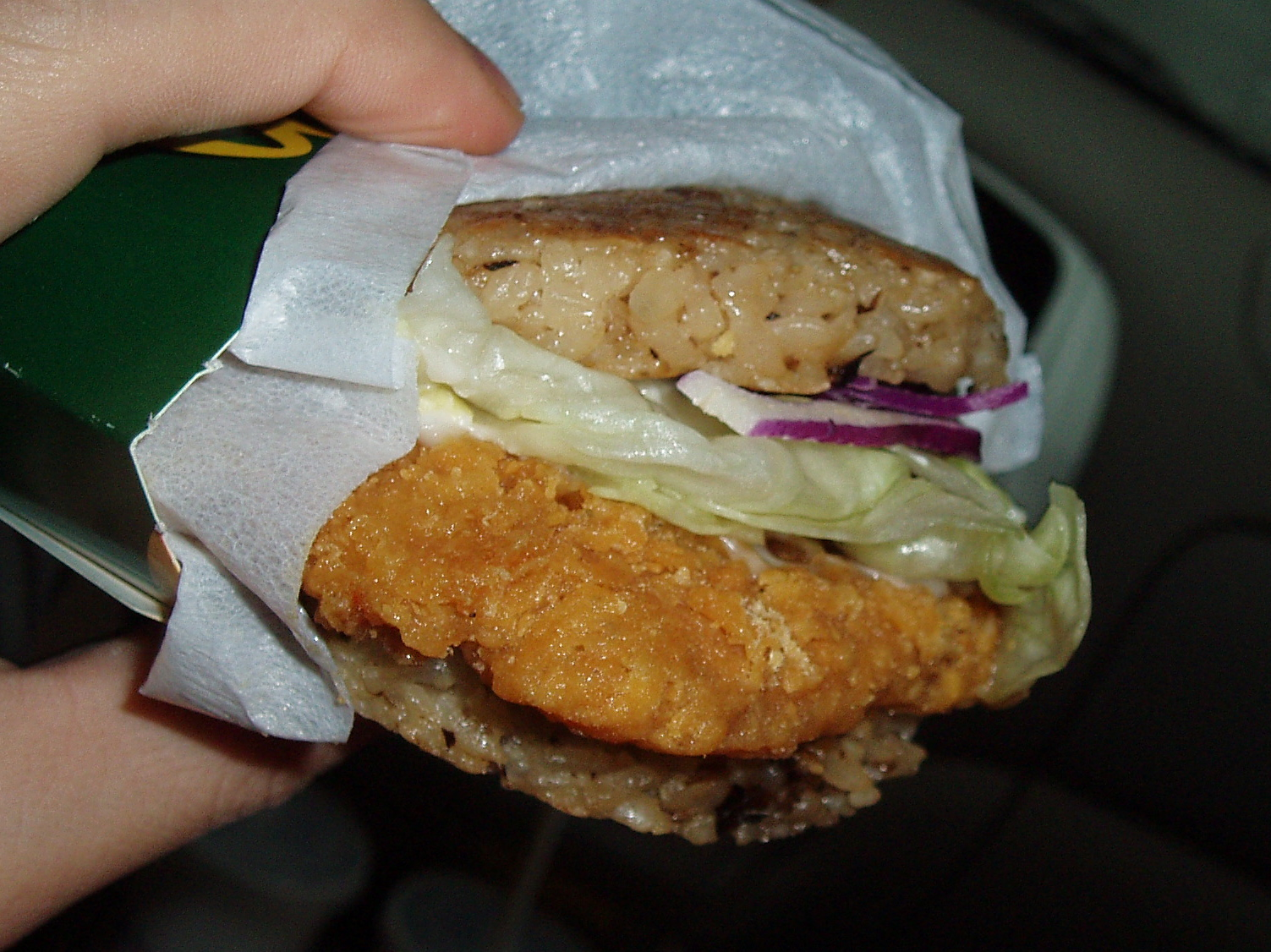
대만, 한국, 홍콩, 마카오, 필리핀, 태국, 싱가포르에서 판매되는 밥 번이 있는 치킨 버거. "번"은 밥으로 구성되어 있음에 유의할 것.

필리핀에서는 다양한 주요 미국 패스트푸드 프랜차이즈가 잘 자리 잡고 있으며, 현지 입맛에 맞게 수정된 현지 모방 브랜드도 있다. 맥도날드(현지에서 "맥도"라고 불림) 체인은 일반 버거 외에 흰 쌀밥이나 감자튀김과 함께 제공되는 다양한 버거 및 치킨 요리를 제공한다. 필리핀에는 자체 버거 체인인 졸리비가 있으며, 햄버거 식사와 치킨을 제공하며 시그니처 버거인 "챔프"도 있다. 졸리비는 현재 미국, 중동, 동아시아에 여러 지점을 두고 있다.

### 인도

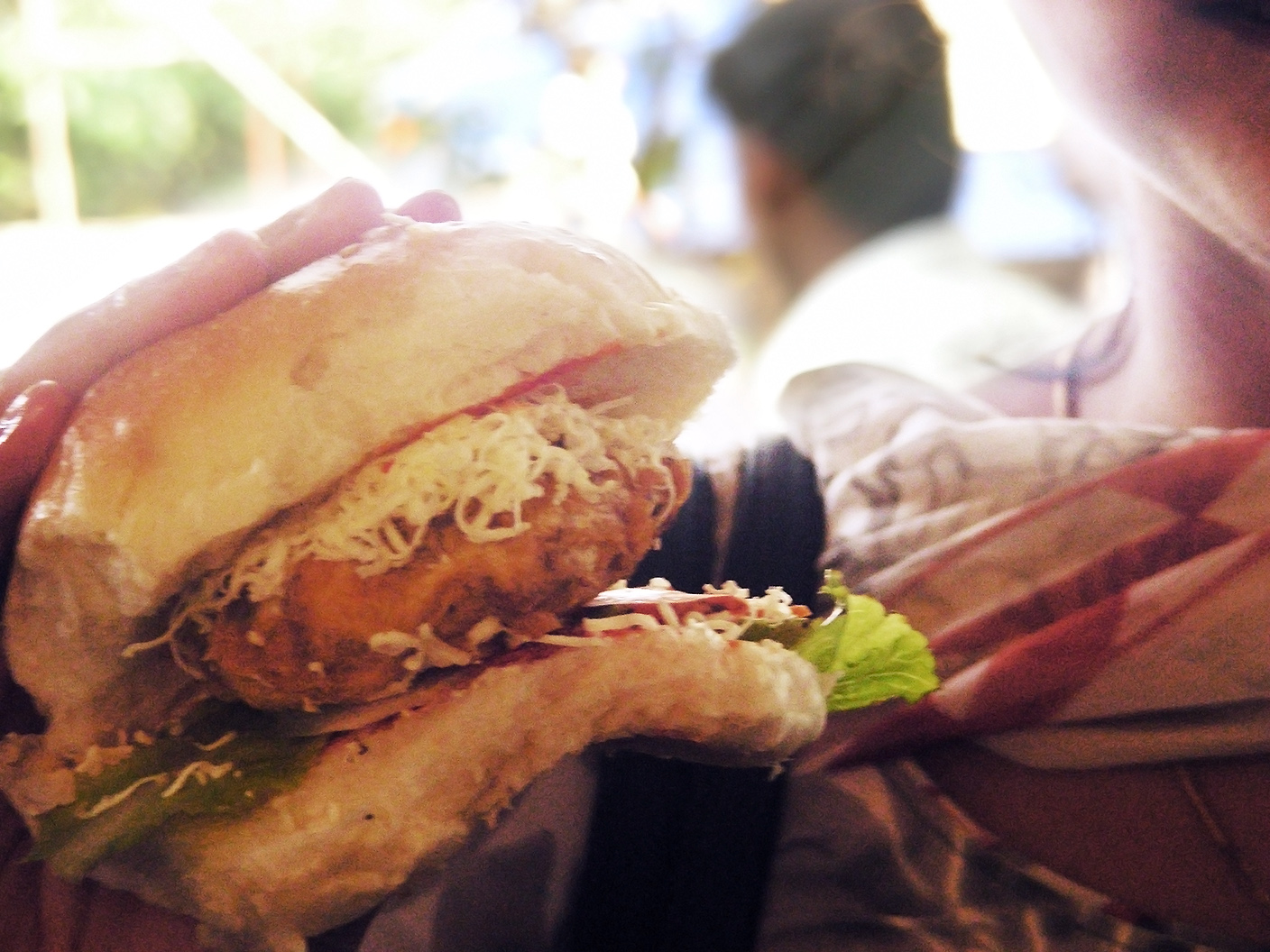
와다 파브 또는 "인도 버거"는 감자와 향신료로 만들어진다.

인도에서는 힌두교 종교 관행에서 비롯된 소고기 식용에 대한 문화적 신념과 이슬람교 종교 관행에서 비롯된 돼지고기 식용에 대한 문화적 신념 때문에 버거는 보통 닭고기 또는 채소 패티로 만들어진다. 이 때문에 인도의 대부분의 패스트푸드 체인과 레스토랑은 소고기를 제공하지 않는다. 예를 들어 인도 맥도날드는 소고기를 제공하지 않고 빅맥 대신 치킨 패티로 대체한 "마하라자 맥"을 제공한다. 인도 채식 버거의 또 다른 버전은 그램 플라워 반죽에 담가 튀긴 감자 패티로 구성된 와다 파브이다. 보통 민트 차트니와 튀긴 녹색 고추와 함께 제공된다. 또 다른 대안은 물소고기로 만든 "버프 버거"이다.

### 파키스탄
파키스탄에서는 미국 패스트푸드 체인 외에도 쇼핑 지역 근처 노점상에서 버거를 찾을 수 있으며, 가장 잘 알려진 것은 "샤미 버거"이다. 이것은 렌틸콩과 다진 양고기를 섞어 만든 "샤미 케밥"으로 만들어진다. 양파, 스크램블 에그, 케첩이 가장 인기 있는 토핑이다.

### 말레이시아
말레이시아에는 맥도날드 레스토랑이 300개가 있다. 말레이시아 메뉴에는 일반 버거 외에 계란과 튀긴 닭고기도 포함된다. 버거는 특히 람리 버거와 같은 근처 이동식 키오스크에서도 쉽게 찾을 수 있다.

### 몽골
몽골에서는 최근 외국의 영향이 갑자기 유입되면서 패스트푸드 열풍이 불어 햄버거가 널리 퍼졌다. 몽골인의 입맛에 맞춘 전문 패스트푸드점이 등장하여 큰 성공을 거두고 있다.

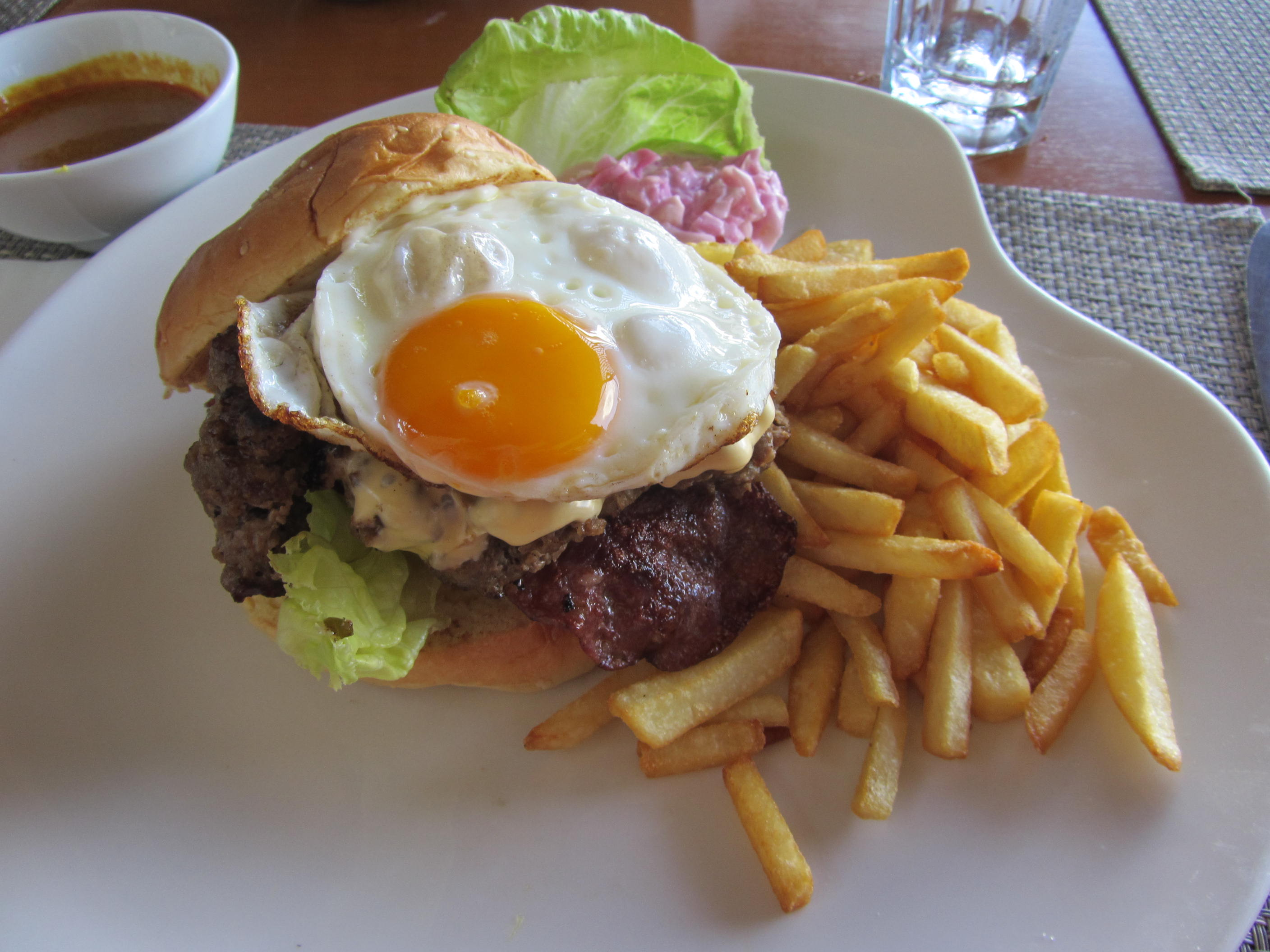
소고기 버거와 달걀 프라이, 양배추, 감자튀김이 말레이시아 코타키나발루에서 제공된다.

### 튀르키예
튀르키예에는 국제적으로 잘 알려진 메뉴 외에도 현지화된 햄버거 변형이 많이 있다. 예를 들어 이슬라크 버거(젖은 버거)는 양념 토마토 소스에 담가 특별한 유리 용기에서 찐 소고기 슬라이더로, 터키 패스트푸드 판매업체 키질카얄라에서 유래했다. 다른 변형으로는 양고기 버거와 내장 버거가 있으며, 맥도날드와 버거킹과 같은 현지 패스트푸드 업체와 글로벌 체인 모두에서 제공된다. 대부분의 버거 가게는 피자집과 유사한 방식으로 홈 딜리버리를 채택했으며, 거의 모든 주요 패스트푸드 체인이 배달한다.

### 유고슬라비아 및 세르비아
구 유고슬라비아, 특히 세르비아에는 햄버거의 현지 버전인 플리에스카비차가 있다. 종종 패티 형태로 제공되지만 빵과 함께 제공될 수도 있다.

### 벨기에 및 네덜란드
벨기에 전역과 네덜란드의 일부 식당에서는 돼지고기, 닭고기, 말고기를 혼합한 비키 버거를 판매한다. 일반적으로 튀긴 햄버거는 참깨를 뿌린 빵 사이에 끼워 제공된다. 종종 마요네즈, 머스터드, 양배추, 양파로 만든 특제 비키 소스(비키 드레싱)와 함께 제공된다.

## 특이한 햄버거
- 2012년 5월, 세렌디피티 3은 세계에서 가장 비싼 햄버거인 295달러짜리 르 버거 엑스트라바강트(Le Burger Extravagant)를 제공한 것으로 기네스 세계 기록 보유자로 인정받았다.[115]
- 499달러에 상업적으로 이용 가능한 세계에서 가장 큰 햄버거는 185.8 파운드 (84.3 kg)이며 미시간주 사우스게이트의 말리스 스포츠 그릴 & 바에서 판매된다. "Absolutely Ridiculous Burger"라고 불리며, 준비하는 데 약 12시간이 걸린다. 2009년 5월 30일에 조리 및 심사되었다.[116]
- 고베 비프와 메인 랍스터 버거에 캐러멜라이즈드 양파, 브리 치즈, 프로슈토를 얹은 777달러짜리 버거는 패리스 라스베이거스 카지노 내부의 르 버거 브라세리에서 판매되는 것으로 보도되었다.[117]
- 2013년 8월 5일, 소 줄기세포에서 배양된 고기로 만든 첫 번째 햄버거가 제공되었다. 이 햄버거는 마스트리흐트 대학교의 마크 포스트가 이끄는 네덜란드의 연구 결과이며 구글 공동 창업자 세르게이 브린이 후원했다.[118]

## 안전
익히지 않은 햄버거에는 초기에 종종 부적절한 고기 준비로 인해 O-157과 같은 식품 매개 질병을 유발할 수 있는 해로운 세균이 포함될 수 있는데, 이로 인해 관리와 조리 중에 주의가 필요하다. 이러한 식품 매개 질병의 잠재성으로 인해 미국 농무부(USDA)는 햄버거의 내부 온도를 71°C(160°F)로 조리할 것을 권고한다. 이 온도로 조리할 경우 웰 던(well-done)으로 간주된다.

## 속어
- "$100 햄버거"("백 달러 햄버거")는 일반 항공 조종사가 비행해야 할 핑계를 의미하는 항공 속어이다. 100달러짜리 햄버거 여행은 일반적으로 짧은 거리(2시간 이내)를 비행하고, 공항 레스토랑에서 식사하고, 집으로 돌아오는 것을 포함한다.[121]

## 같이 보기
- 패티
- 치즈버거
- 치킨 샌드위치
- 치킨 너겟
- 감자튀김
- 프리카델레
- 코프타
- 번 케밥
- 햄버그 스테이크
- 핫도그
- 샌드위치 목록
- 솔즈베리 스테이크
- 스테이크 타르타르
- 슬로피 조
- 밥버거

### 브랜드
- KFC
- 맥도날드
- 버거킹
- 롯데리아
- 맘스터치
- 노브랜드 버거
- 쉐이크쉑
- 패티
- 파이브 가이즈
- In N Out
- wendy's
- sonic
- DQ
- 모스 버거

## 추가 문헌
- 알렌, 베스 (2004). 《위대한 미국 고전 요리책》. 뉴욕: 허스트 북스. ISBN 978-1-58816-280-9.
- 바버, 캐서린, 편집. (2004). 《캐나다 옥스퍼드 사전》 2판. 토론토: 옥스퍼드 대학교 출판부. ISBN 0-19-541816-6.
- 에지, 존 T. (2005). 《햄버거 & 감자튀김: 아메리칸 스토리》. 뉴욕: G. P. 푸트넘스 선즈. ISBN 978-0-399-15274-0. 햄버거의 역사와 기원.
- 스미스, 앤드류 (2008). 《햄버거: 세계사》. 런던: 리액션 북스. 128쪽. ISBN 978-1-86189-390-1.
- 트레이거, 제임스 (1997). 《음식 연대기: 미식가를 위한 선사 시대부터 현재까지의 사건 및 일화 모음집》. 뉴욕: 오룸 프레스. ISBN 978-0-8050-5247-3.
- 볼거, 루카스 (2010). 《매일 채식 버거: 신선하고 풍미 가득하며 건강한 비건 및 채식 버거—토핑, 사이드, 빵 등 포함》. 뉴욕: 디 익스페리먼트. ISBN 978-1-61519-019-5.